# Estudi de la història de l'art

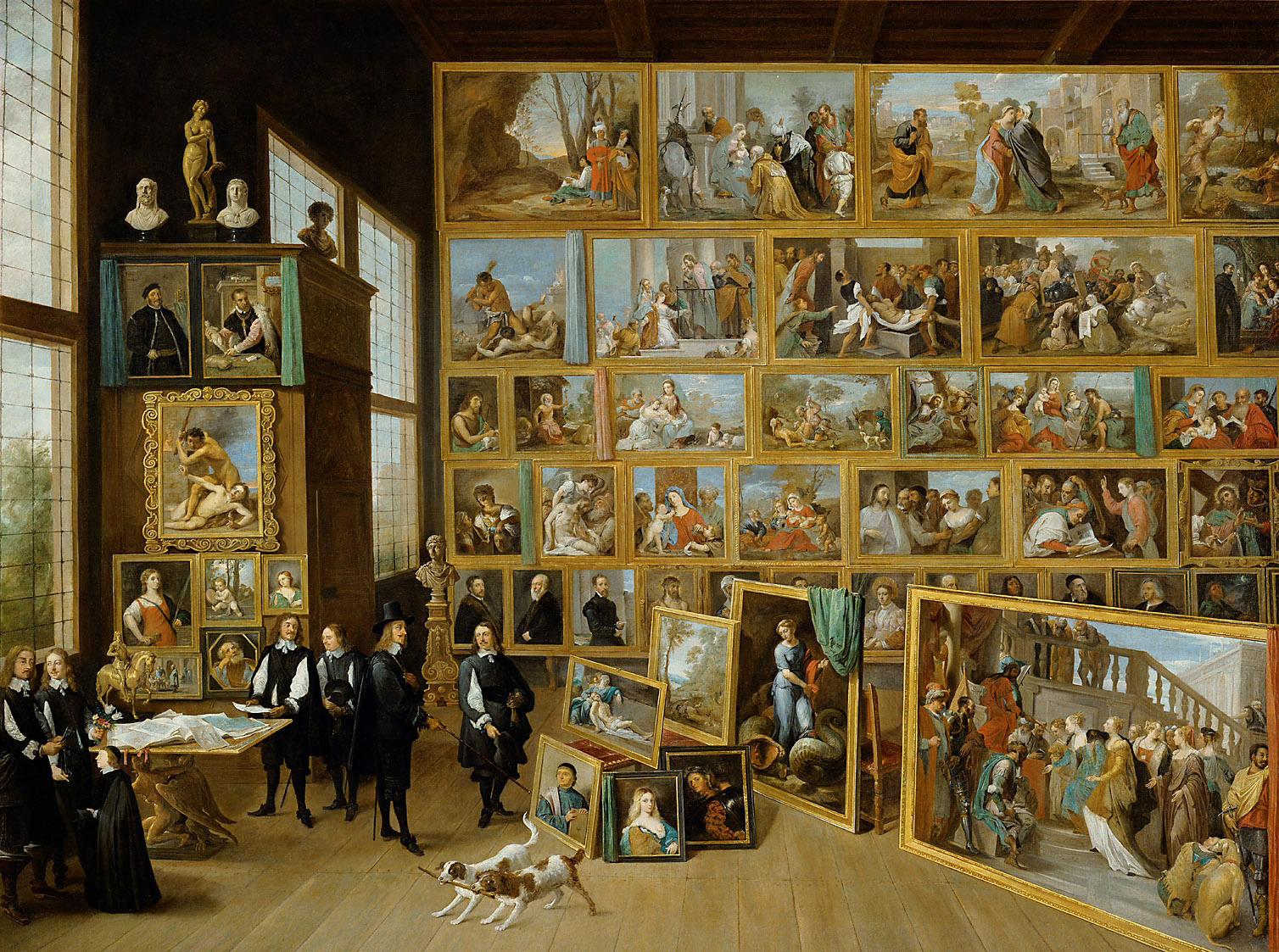
David Teniers el Jove, L'arxiduc Leopold Guillem d'Habsburg, en la seva galeria de pintures de Brussel·les, 1651. L'estima de l'art va suscitar a partir del Renaixement un col·leccionisme, que per primera vegada feia abstracció de la possible funció religiosa de les representacions (comprovi's com s'acumulen sense criteri temàtic obres religioses al costat de profanes) en benefici de la seva consideració com a dipòsits de valor econòmic (inversió que ja no depenia del valor material dels seus components, com en l'atresorament de joies i metalls preciosos incorporades a l'art sacre i fins i tot a les relíquies i els manuscrits dels monestirs medievals, sinó del preu de mercat) i sobretot de prestigi social. L'art s'utilitzava com a marca de distinció de l'aristocràcia i cases reials europees durant l'Antic Règim, i en els seus palaus és on els estudiosos de l'art havien d'anar a veure-ho i estudiar-ho; de manera similar a la forma en què tota mena d'erudits i científics visitaven els Gabinets de Curiositats o les biblioteques. Artistes prestigiosos com Rubens i Velázquez van actuar com a eficaços agents comercials, imposant el seu propi gust i criteri, en el qual els seus patrons confiaven. L'exhibició permanent i pública de les col·leccions així acumulades, va haver d'esperar a les revolucions burgeses, a partir de les quals es van obrir les més importants pinacoteques (Museu del Louvre -1793-, Museu del Prado -1819-, National Gallery -1824-). El Museu Britànic havia obert l'any 1759 amb un altre tipus de fons, que es van anar enriquint posteriorment; mentre que la Galeria dels Uffizi de Florència, que reunia la impressionant col·lecció dels Mèdici, ho va fer l'any 1765.

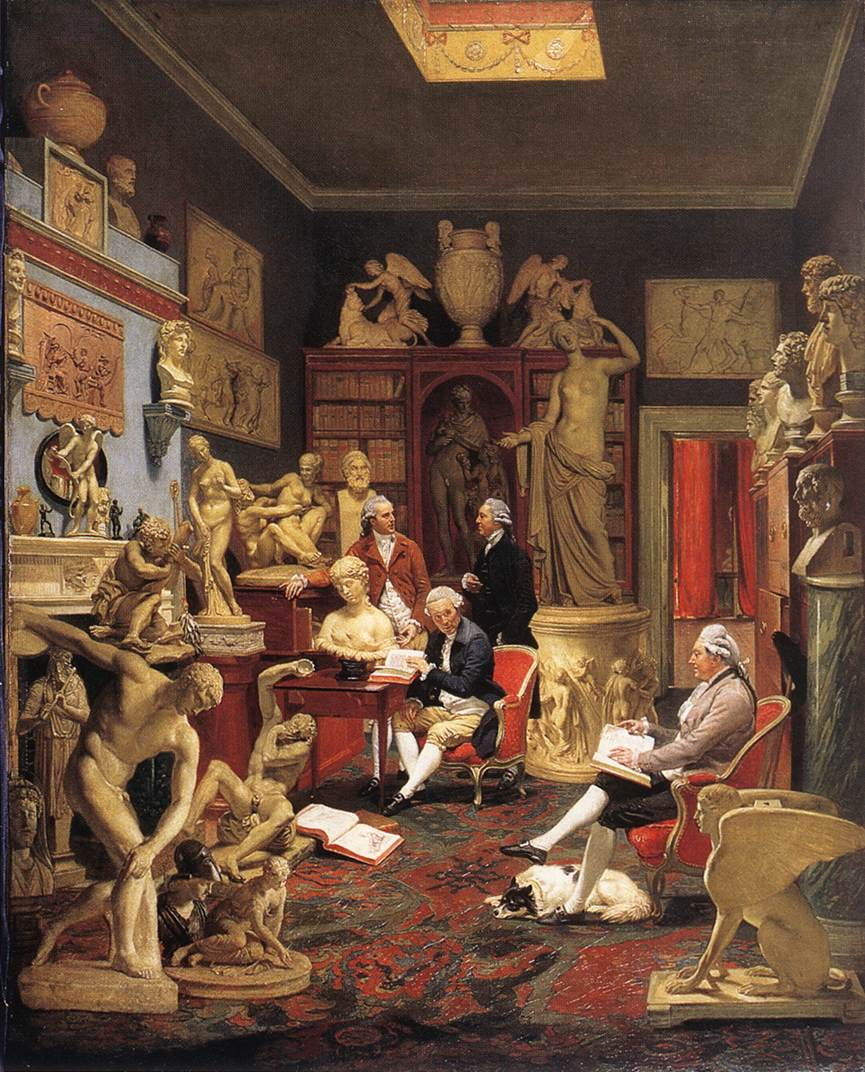
Johann Zoffani, Charles Townley a la seva galeria d'escultures, 1782. A la fi del la tasca dels antiquaris i els col·leccionistes ja comptava amb criteris sòlids que s'anaven establint per tres disciplines autònomes: la crítica, la teoria i la història de l'art.

L'estudi de la història de l'art és la disciplina acadèmica l'objecte de la qual són les obres d'art en el seu desenvolupament històric i context estilístic (gènere, disseny, format i aparença), i els artistes en el seu context cultural i social. Mitjançant diversos mètodes d'estudi, analitza fonamentalment les arts visuals (pintura, escultura i arquitectura), i menys freqüentment també altres belles arts (música, dansa, literatura), arts industrials i oficis artístics (orfebreria, mobiliari, història del vestit, etc.).
En una definició àmplia, els estudis d'història de l'art inclouen la crítica de l'art (aplicada a l'estima contemporània de les produccions d'art implicades al mercat d'art i en les exhibicions artístiques -museística, galerisme, comisariat artístic d'exposicions, fires, espais, o instal·lacions artístiques-) i la teoria de l'art (expressió de l'estètica i de la seva evolució històrica -història de l'estètica-); d'una manera restringida, s'identifiquen amb la historiografia de l'art o de la història de l'art, és a dir, amb la branca de la historiografia que s'ocupa de la producció historiogràfica dels historiadors de l'art, científics la ciència dels quals és la història de l'art, una ciència social derivada de la mateixa història.
Ernst Gombrich va observar que el camp de la història de l'art s'assembla a la Gàl·lia de Cèsar, dividida en tres parts habitades per tribus diferents, encara que no necessàriament hostils: els "connoisseurs" [coneixedors, afeccionats], els crítics i els historiadors d'art acadèmics.
L'impossible deslligament d'aquests camps, i l'estreta vinculació entre interessos econòmics, modes intel·lectuals i judicis estètics dependents del gust artístic, fan que el problema de l'objectivitat sigui molt més agut en els estudis d'història de l'art que en altres camps de la historiografia o de les ciències socials, sent aquestes ja per si mateix més subjectives que les ciències físic-naturals. El llenguatge utilitzat en part de la producció literària que tracta sobre art, a vegades tendeix a descurar el rigor formal i la precisió metodològica pròpia dels texts científics, en benefici de la mateixa qualitat estètica de l'escrit, o cau en vicis com la hipèrbole (ponderació exagerada de les qualitats o cerca de parangons, similituds i relacions improbables) i la mistificació (ocultament, falsejament o fins i tot invenció de dades).

## Història de l'art enfront de crítica d'art i teoria de l'art
Com a disciplina, la història de l'art es distingeix de la crítica d'art, que es preocupa d'establir un valor artístic relatiu entre obres concretes pel que fa a altres d'estil comparable, o sancionar un estil o moviment sencer; i la teoria de l'art, que es preocupa de la naturalesa fonamental de l'art, i es relaciona més amb les recerques estètiques sobre l'enigma del sublim i determina l'essència de la bellesa. L'estudi de la història de l'art seria diferent d'ambdues coses, perquè l'historiador de l'art utilitza la metodologia de la història per resoldre preguntes tals com: com arriba l'artista a crear la seva obra?, qui són els seus patrocinadors?, qui els seus mestres?, qui els seus deixebles?, qui el seu públic?, quines forces històriques van conformar la seva obra?, com va afectar la seva obra, al seu torn, al curs dels esdeveniments històrics?

## Disciplina acadèmica
L'estudi de la història de l'art és una disciplina acadèmica relativament nova, que comença al segle xix. Mentre l'anàlisi d'altres branques de la història, com la història política, la història de la literatura o la història de la ciència es beneficia de la claredat i capacitat de difusió de la paraula escrita, els historiadors de l'art es basen en l'anàlisi de conceptes formals, la iconologia, la semiòtica (estructuralisme, postestructuralisme i desconstrucció), la psicoanàlisi i la iconografia; així com fonts primàries i fonts secundàries (les reproduccions artístiques) com a motius de discussió i estudi. Els avanços en la reproducció fotogràfica i en les tècniques d'impressió després de la Segona Guerra Mundial van incrementar la capacitat de fer reproduccions fidedignes d'obres d'art. No obstant això, l'apreciació i estudi de les arts visuals ha estat una àrea de recerca per a molts autors a la fi de segle xx. La definició de la història de l'art reflecteix la dicotomia que existeix en la mateixa definició d'art: art com a història en un context antropològic, o art com a estudi de la forma.

## Metodologies
Els historiadors de l'art empren fins a 9 mètodes propis i variats en la seva recerca de la qualitat, naturalesa i història de les obres d'art.
L'anàlisi formal és el que s'enfoca en la forma de l'objecte en qüestió. Els elements de la forma són la línia, la grandària, el color, la composició, el ritme, etc. Seria la forma més simple, ja que l'anàlisi és simplement una exegesi, però depèn fortament en la capacitat de l'historiador de pensar críticament i visualment.
Una anàlisi estilística és el que s'enfoca en la combinació d'elements formals en un estil coherent. Usualment una anàlisi estilística fa referència als moviments o tendències artístiques com a mitjans d'extreure l'impacte i importància d'un objecte particular.
Una anàlisi iconogràfica és el que s'enfoca en els elements de disseny particular d'un objecte. A través d'una lectura atenta de tals elements, és possible traçar la seva procedència, i treure conclusions que condueixin als orígens i trajectòria de tals motius. Al seu torn, és possible realitzar observacions entorn dels valors socials, culturals, econòmics o estètics dels responsables de la producció de tal objecte.
Finalment, molts historiadors d'art usen la teoria crítica per enquadrar les seves recerques sobre les obres d'art. La teoria crítica s'usa més comunament quan es tracta amb obres més recents, des de finals del segle xix. Un terme una mica més vague, les aproximacions teorètiques a l'art, té un ús cronològic més ampli, des de l'anàlisi psicològica de l'estètica fins a la crítica marxista, i unes altres (feminista, teoria crítica racial, teoria queer, teoria postcolonial) que han quedat establerts dins de la disciplina de la història de l'art. Igual que en altres estudis, hi ha un interès acadèmic entre els historiadors de l'art per la naturalesa i el medi ambient, però encara no ha rebut atenció suficient perquè aquesta direcció quedi determinada.

## L'especialització en l'estudi de la història de l'art

### Divisions per període
El camp de la història de l'art es divideix tradicionalment en especialitzacions basades en una divisió temporal o regional, amb posteriors subdivisions basades en el mitjà artístic (pintura, escultura, arquitectura), en escoles o artistes concrets o fins i tot hiperespecialitzacions en períodes de l'obra d'aquests o en obres d'art singulars. En canvi, els conceptes d'art antic i art modern no coincideixen habitualment amb els d'art de l'Edat Antiga o art de l'Edat Moderna, sinó amb criteris estètics lligats a la renovació de les arts pròpia de les avantguardes de finals del segle xix i començaments del segle xx. Per a l'art de les civilitzacions no occidentals, la seqüència temporal no respon a la delimitació que, en aquesta, permet parlar d'art medieval, renaixement, barroc, etc.

### L'estudi de la història de l'art no occidental i de l'art primitiu
«Art primitiu» és un terme general que conté una varietat de fenòmens històrics molt diversos. Els primers exemples d'art primitiu (les obres d'art més antigues que coneixem) corresponen al període paleolític superior, probablement entre 20.000 i 10.000 anys A.C. Aquest art en les seves etapes inicials va ser executat pels anomenats homes primitius, els qui van viure en l'Edat de Pedra.
Però també es diu «art primitiu» a l'executat per certs pobles contemporanis descoberts pels europeus entre els segles XV i XIX, les cultures natives d'Àfrica, Amèrica, els mars del Sud i certes parts d'Àsia, sense que existeixi cap raó per suposar que la cultura de l'home prehistòric europeu fos similar a les d'aquestes tribus «primitives» trobades fora d'Europa.
Davant de les nombroses subdivisions de l'art occidental, l'especialització en art asiàtic antic o en art africà i uns altres que comparteixen la consideració genèrica d'«art primitiu» (totes elles de relativament recent constitució dins del cànon historiogràfic de l'art), sol ser molt global, encara que siguin una minoria creixent, i agrupa civilitzacions o cultures i períodes molt extensos que bé poc tenen a veure entre si.
L'acusació d'eurocentrisme, general a tots els camps de la cultura, és especialment marcada cap a l'estudi de la història de l'art; recel que va sorgir dins del mateix món de l'art en el context de les avantguardes, des de finals del segle xix (atracció per la plàstica extrem-oriental dels impressionistes, fase tahitiana de Gauguin, africanisme i primitivisme de la fase cubista de Picasso). Des d'altres perspectives posteriors, pròpies del multiculturalisme, l'indigenisme i la defensa de les anteriorment anomenades cultures primitives (criteris que al seu torn reben l'acusació de caure en el políticament correcte) sol considerar-se que les manifestacions culturals de les civilitzacions no occidentals han estat objecte de menyspreu i han de ser reivindicades i sotmeses a revaloració.

### Art i artefacte
La recent revisió de la divisió semàntica entre art i artefacte (de l'anglès artifact) ha valorat objectes, abans no apreciats artísticament, que les cultures no occidentals creaven amb criteris estètics, i es relaciona amb una de les característiques més singulars de l'art actual: la relació entre els artistes i l'exhibició del seu art, i l'ús dels museus i tota mena d'espais com a mitjà d'expressió de tota classe d'obres d'art i instal·lacions artístiques.

## Estudis sobre les fonts de literatura artística
El pioner en aquest camp metahistoriogràfic (l'estudi científic de les històries de l'art com a fonts documentals, el que significa realitzar la historiografia de la historiografia artística, o l'estudi de l'estudi de la història de l'art) va ser l'alemany Julius von Schlosser amb el seu monumental Die Kunsliteratur (Literatura artística, Viena, 1924), limitada temporalment a l'època anterior al segle XIX. L'italià Lionello Venturi (Història de la crítica d'Art, 1936) va realitzar una síntesi que abastava fins al segle xx. A Espanya, el polígraf Marcelino Menéndez i Pelayo va realitzar una extensa i desigual Història de les Idees Estètiques (1883-1884).

## Desenvolupament històric: història de la Història de l'Art

### El món antic
Els primers escrits sobre art que es conserven i poden classificar-se com a història de l'art són les idees de Xenòcrates de Sicyon, escultor grec que potser va ser el primer historiador de l'art, i que és citat en la Història naturalis de Plini el Vell, en la part en la qual es refereix al desenvolupament de la pintura i escultura gregues. L'obra de Plini, encara que sigui principalment una enciclopèdia de les ciències, va tenir una influència desproporcionada pel que fa a l'art a partir del Renaixement, particularment un passatge que tracta sobre les tècniques usades pel pintor Apel·lis. Els Deu llibres d'Arquitectura de Vitruvi sistematitzaven les tècniques constructives grecoromanes, encara que no donen massa informació sobre obres arquitectòniques concretes. Els retòrics, a vegades, es van dedicar a la descripció d'obres d'art (Imatges de Filòstrat). La Descripció de Grècia de Pausànias té sobretot un interès topogràfic.
De forma similar, encara que independent, van tenir lloc desenvolupaments historiogràfics sobre l'art en la Xina del segle vi, on va ser establert un cànon d'artistes prestigiosos, classificació que va anar a càrrec d'escriptors de la classe funcionarial (els qui, a través de la seva obligatòria formació en cal·ligrafia xinesa, poden ser considerats artistes ells mateixos). Una altra font per a aquesta civilització són els Sis Principis de la Pintura de Xie He.

### El món medieval
La literatura artística medieval és particularment aliena als conceptes historiogràfics o crítics sobre l'art, concretant-se en les especulacions filosòfic-estètiques de tradició neoplatònica (Plotí, Sant Agustí d'Hipona, Sant Tomàs d'Aquino). Sant Isidor de Sevilla, en les Etimologies descriu esquemàticament la música, la pintura, l'estuquisme i l'arquitectura (que divideix en dispositio, constructio i venustes, considerant a aquesta -l'adorn- més important que les proporcions vitrubianes). També en aquesta tradició intel·lectual, Witelo (monjo amic de Tomàs d'Aquino), en un tractat d'òptica, s'oposa al naturalisme clàssic, en posar la bellesa de l'artificial per sobre del natural. Es va elaborar literatura tècnica en forma de receptaris, com els d'Heracli (De coloribus et artibus Romanorum I tratati, una miscel·lània que recull informacions sobre vidre, ceràmica, miniatures i propietats màgiques de les pedres), els benedictins del segle xii Teófil Prevere (Schedula diversarium Artium o De Diversis Artibus, sobre miniatura, pintura mural, vidre, metalls, ivori i pedres precioses). L'arquitecte gòtic francès Villard de Honnecourt, en el seu quadern de dibuix denominat Album o Livre de portraiture, va intentar desenvolupar una teoria de les proporcions aliena a l'anatomia.
Les reaccions contra l'excés decoratiu comencen amb el cistercenc Sant Bernat de Claravall són continuades amb diferents criteris pels pre-renaixentistes italians (Dante, Petrarca i Boccaccio). La valoració de la figura social de l'artista comença amb l'historiador florentí Filippo Villani (D'origine civitatis Florentiae et eiusdem famosis civibus, 1400), qui recull a Giotto i Cimabue entre els florentins il·lustres. El pintor Cennino Cennini, en Il llibre dell'arte, va realitzar l'últim receptari medieval o manual de taller, alhora que va introduir conceptes renaixentistes (el modern, el relleu, la naturalesa, la fantasia).
Textos de l'Imperi Romà d'Orient van ser recopilats per Dionisi de Furna (segle xviii) en Hermeneia tes Zographikes.

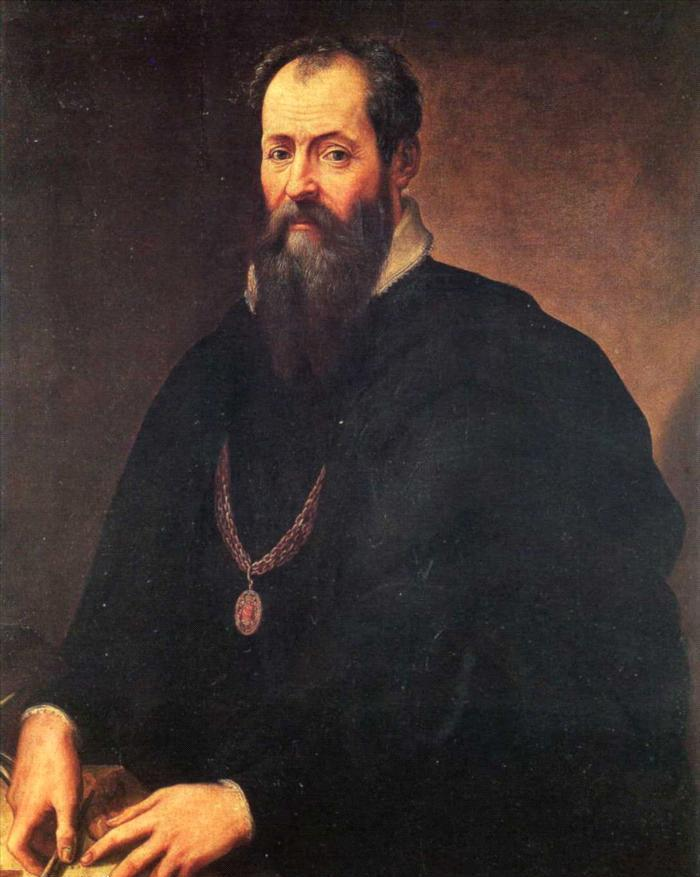
Autoretrat de Vasari, 1567.

### Vasari i el començament de l'estudi modern de la història de l'art
Encara que des del començament del Renaixement s'escrivien i divulgaven impressions personals sobre l'art i els artistes (un exemple precoç va ser Lorenzo Ghiberti), no va ser fins al Manierisme quan el pintor i escultor toscà Giorgio Vasari, l'autor de le Vite (Le vite de' più eccellenti architetti, pittori, et scultori italiani, da Cimabue insino a' tempi nostri -Vida dels més excel·lents arquitectes, pintors i escultors italians des de Cimabue fins als nostres temps- 1542–1550; segona edició ampliada l'any 1568), estableix el primer fonament de la historiografia artística, amb èmfasi en la progressió i el desenvolupament de l'art. La seva era una relació personal i històrica, que mostrava biografies d'artistes italians individuals, molts dels quals eren els seus propis contemporanis i coneguts personalment per ell. El més conegut era Miquel Àngel, i Vasari es deixa enlluernar per ell, fins i tot ofuscant-se en alguns extrems. Les idees de Vasari sobre l'art es van mantenir fins al segle xviii, quan la crítica va procurar anivellar el seu peculiar estil d'història personalitzada.
Rafaello Borghini va realitzar una continuació cronològica de les Vite de Vasari on va incloure els artistes del final del segle XVI (Il Riposo, in qui della pittura i scultura si favella, 1584).

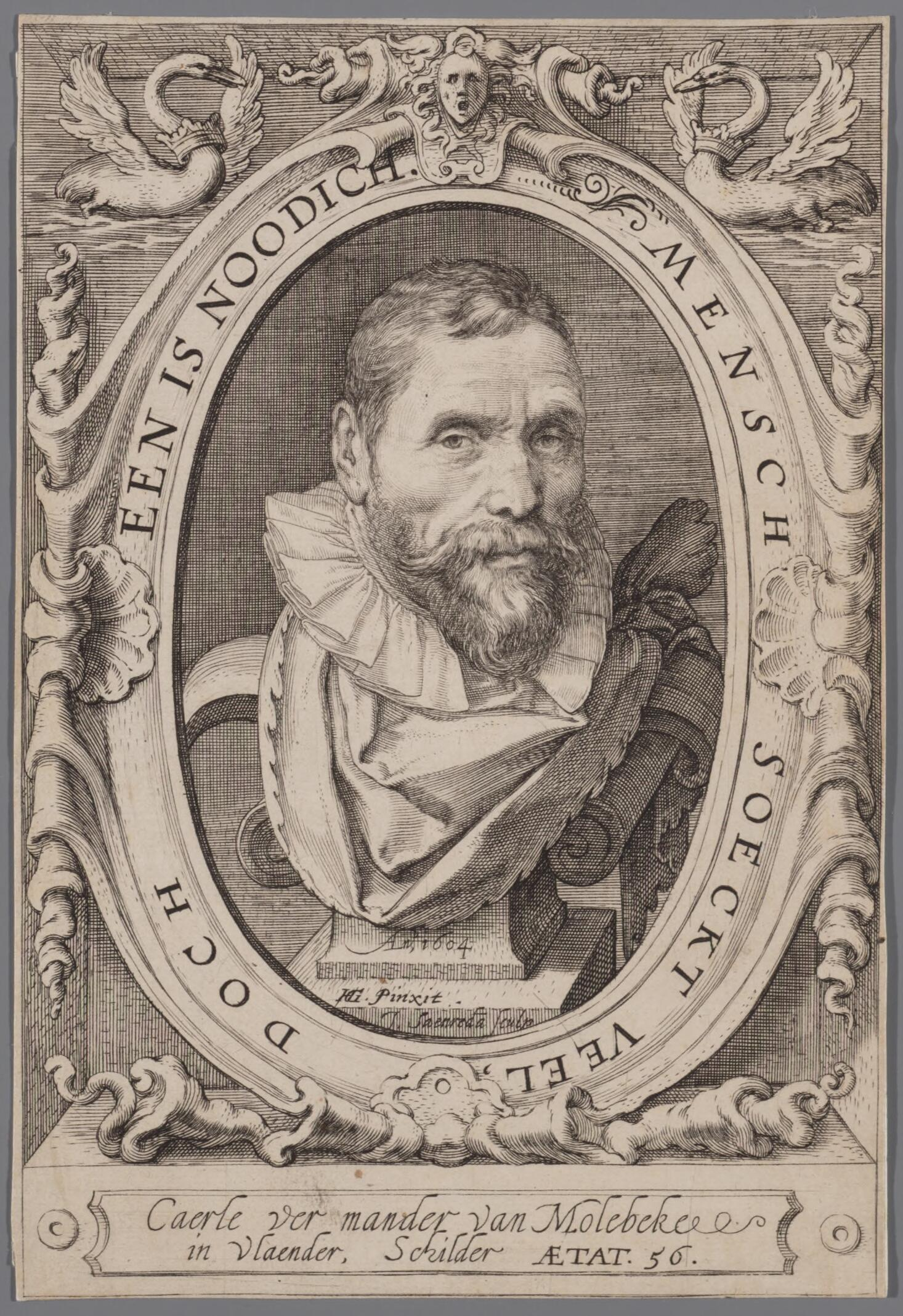
Karel van Mander, per Hendrik Goltzius, 1604. Gravat del Schilderboeck.

L'holandès Karel van Mander va publicar a Alkmaar l'any 1604 el Schilderboek, una obra teòrica i històrica en quatre llibres on es tracta tant de l'art antic com de la pintura italiana del Renaixement i dels pintors del nord d'Europa (la seva part més original i valuosa) seguint el model de les biografies vasarianes.
Contemporàniament, els tractadistes d'arquitectura, amb criteri no historiogràfic sinó tècnic o estètic, proporcionen en les seves obres dades sobre obres del passat o contemporànies; italians com Andrea Palladio, Vincenzo Scamozzi i Sebastiano Serlio, espanyols com Diego de Sagredo, portuguesos com Francisco d’Holanda (De pintura antiga, 1548), francesos com Androuet du Cerceau i Philibert de l'Orme o alemanys com Wendel Dietterlin.
Giovanni Paolo Lomazzo (Tratado dell'art della pittura, 1584) dona abundant informació sobre els mestres llombards.

### Tractats artístics i històries de l'art al segle XVII
Al segle XVII els tractats artístics es multipliquen (Federico Zuccaro, Giovan Battista Agucchi), d'entre els quals el de Giovanni Pietro Bellori (Vite de Pittori, Scultori ed Architetti moderni, 1672) suposa una superació del model vasarià, introduint pintura no italiana amb el criteri cosmopolita i classicista de la Acadèmia francesa a Roma  (era amic de Nicolas Poussin), mentre que Filippo Baldinucci (Notizie de' professori del disegno da Cimabue in qua, 1681) és més aviat un continuador de Vasari, les dades del qual posa al dia i esmena, a més d'afegir la informació dels artistes posteriors. Centrats en la pintura veneciana estan Carlo Ridolfi i Marc Boschini (qui va ser el primer a considerar pintors perfectes a no italians: Rubens i Velázquez). A Espanya, Pau de Gespes, Vicente Carducho, Francisco Pacheco o Jusepe Martínez. A França introdueixen la historiografia de l'art autors com André Félibien des Avaux (Entretiens su les plus excellents peintres anciens et modernes, 1666) i Roger de Piles (Abregé de la vie des peintres, 1699). A Alemanya Joachim von Sandrart (Teutsche Academie, 1675), segueix els models de Vasari i Van Mander.
Un debat de l'Acadèmia Francesa, suscitat per Charles Perrault en 1687, està en l'origen de la polèmica intel·lectual coneguda com la Polèmica dels Antics i els Moderns, que es relaciona també amb un moment crucial en la història intel·lectual: l'anomenada crisi de la consciència europea.

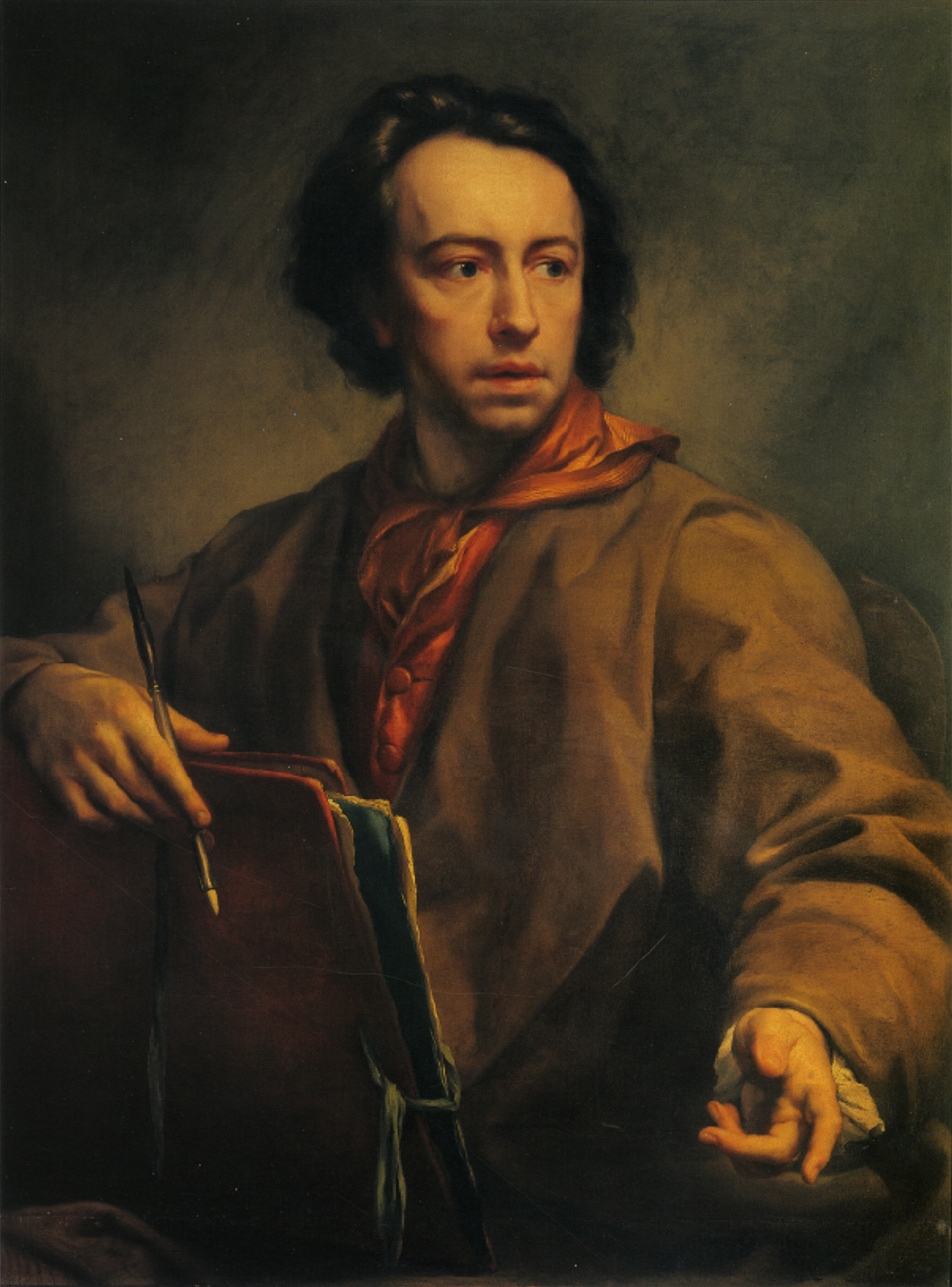
Autoretrat de Mengs, 1775.

### La història de l'art a la Il·lustració
En les dècades centrals del il·lustrat segle xviii, precedint al triomf estètic del neoclassicisme, es va deslligar una veritable febre arqueològica (Herculà 1711, Palati de Roma 1729, Vil·la Adriana de Tívoli, 1734, Pompeia 1748); que particularment a Anglaterra va coincidir amb la  febre  pal·ladiana  i l'inici del costum aristocràtica del Grand Tour. En aquest context es va produir el viatge a Grècia de James Stuart i Nicholas Revett, 1751 (Antiquities of Athens, publicada el 1762) i l'aparició de les obres de Caylus (Collection of Antiquities, 1750), Robert Wood (Ruins of Palmyra, 1753 i Ruins of Balbek, 1757), William Chambers (Designs of Chinese Buildings), Robert Adam (Ruins of the Palace of the Emperor Diocletian at Spalato, 1764), etc.
S'estava decantant un cos de coneixements sobre l'art antic que superaven la mera juxtaposició poc crítica pròpia dels antiquaris anteriors. Es va superar la idea genèrica de Antiguitat per a diferenciar cada vegada més correctament l'art grec de l'art romà, sent debatuda la prelació estètica d'un o altre. Aquests intercanvis d'informacions i opinions eren compartits per una elit il·lustrada de tractadistes d'art italians, que van acollir a destacades personalitats centreeuropees: Francesco Milizia, Carlo Lodoli (1690-1761) i Francesco Algarotti (1712-1764), autor d'una obra fonamental, Assaig sobre l'arquitectura (1753). Procedent de Bohèmia, en els territoris dels Habsburg de Viena, Anton Raphael Mengs (1728-1779), pintor i teòric de l'art (Reflexions Sobre La Bellesa i El Gust En la Pintura, 1762), va participar d'aquest ambient intel·lectual en la seva estada a Roma, a partir de la qual es va convertir en un gran difusor tant en la teoria com en la pràctica d'aquest nou gust; amb gran repercussió a Espanya, on va realitzar bona part de la seva obra. L'aportació més decisiva de tot aquest grup romà va anar a càrrec d'un prussià: Winckelmann, bibliotecari del cardenal Albani i bon amic de Mengs.
Simultàniament, en els salons parisencs, l'enciclopedista Denis Diderot va exercir un paper de similar transcendència en la fundació de la crítica artística des de pressupostos neoclàssics.

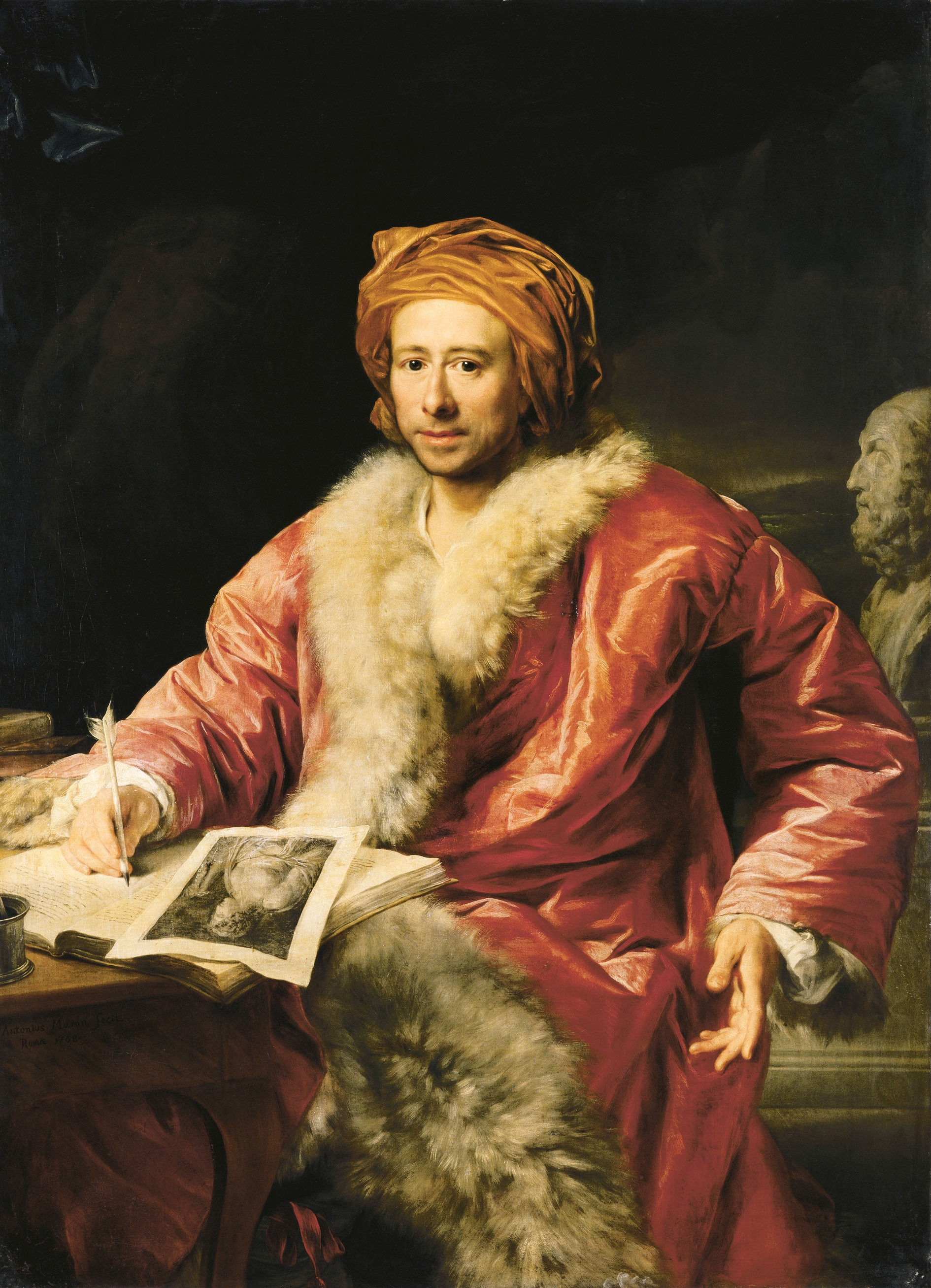
Retrat de Winckelmann, Anton von Maron, 1768.

### Winckelmann i la crítica d'art
Johann Joachim Winckelmann (1717-1768) criticava el culte que Vasari feia de la personalitat artística, argumentant que el major èmfasi havia de posar-se al punt de vista de l'espectador instruït i no en el de l'artista carismàtic. Els escrits de Winckelmann van ser el començament de la crítica d'art. Es va fer famós per la seva crítica dels excessos artístics de les formes en el barroc i el rococó, i la seva proposta per a la reforma del gust en favor d'un neoclassicisme més sobri, en una tornada al pensament renaixentista elemental. En el seu Història de l'art en l'Antiguitat diferencia quatre períodes: l’"antic" (que avui anomenem arcaic), el "sublim" (classicisme del segle V a.C.), el "bell" (classicisme del segle IV a.C.) i la "decadència" posterior (el que avui anomenem hel·lenisme). La novetat metodològica de Winckelmann era essencialment la seva pretensió científica, que el fa ser considerat com a punt d'arrencada de la història de l'art.
Luigi Lanzi (Storia pittoria dell'Italia de l'risorgimento delle belle art fi pres li fine de l'XVII secolo, 1789) per contra, va insistir en la individualitat dels artistes, en l'evolució d'estils i escoles, des d'un punt de vista protonacionalista italià. Planteja científicament el problema de l'atribució de l'obra a l'artista.

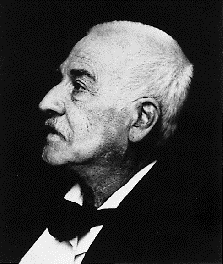
Fotografia de Burckhardt, 1892.

### Jacob Burckhardt
El suís Jacob Burckhardt (1818 - 1897), un altre dels autors que poden considerar-se com figures fundacionals de la història de l'art, amb la seva imprescindible obra sobre La Cultura del Renaixement a Itàlia (1860), representava la continuïtat dels plantejaments de Winckelmann al llarg de segle xix. Burckhardt va assenyalar que Winckelmann va ser el primer a distingir entre els períodes d'art antic i en connectar la història de l'estil amb la història del món . És destacable que, des Winckelmann fins al segle xx, el camp acadèmic de la història de l'art estigués dominat per personalitats de llengua alemanya.

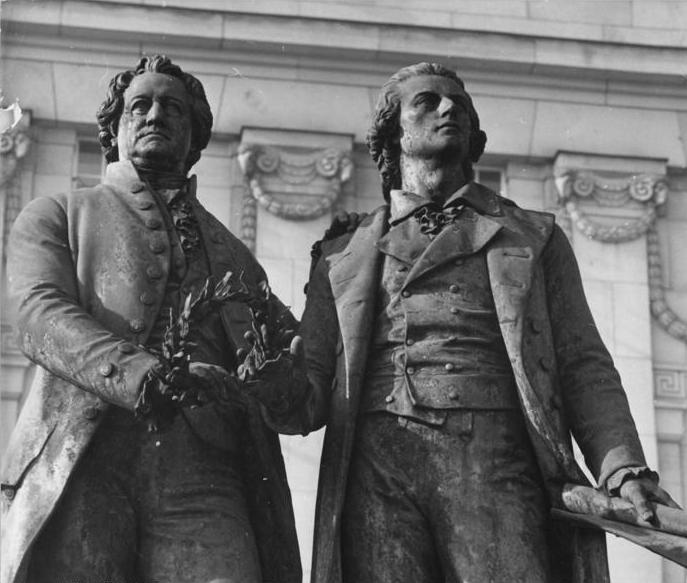
Monument a Goethe i Schiller a Weimar.

### Romanticisme i idealisme alemany
Winckelmann va ser una de les lectures preferides de Johann Wolfgang Goethe i Friedrich Schiller, el que va incitar a ambdós a escriure sobre història de l'art. La descripció de  Laocoont per Goethe (Sobre Laocoont, 1798) va venir motivada pel seu desig de donar resposta a Laocoont o sobre els límits en la pintura i poesia de Gotthold Ephraim Lessing (1766, al seu torn inspirat pel tractament que Winckelmann li dedica a l'escultura en el seu Història de l'art en l'antiguitat de 1764, sorprès pel fet que el dolor i la mort poguessin ser objecte d'una obra bella). Prèviament, l'anglès Edmund Burke havia publicat el seu Indagació filosòfica sobre l'origen de les nostres idees sobre el sublim i el bell (1756) on fixa el concepte de el sublim: el que causa terror o inquietud, però atreu irresistiblement; a diferència de el pintoresc (un altre terme fixat amb un nou ús estètic en l'Anglaterra de segle xviii) que és simplement sorprenent, seductor i singular, que convida a una contemplació plaent. Tot això en clau preromàntica, per justificar el gaudi estètic que produeixen les ruïnes, d'una banda, o els terribles espectacles de la naturalesa (tempestes, precipicis), per un altre.
El sorgiment de l'art com un tema principal de l'especulació filosòfica es va assentar amb l'aparició de la Crítica del judici  d'Emmanuel Kant l'any 1790, seguida per les Lliçons sobre Estètica de Hegel (impartides en la seva càtedra de Berlín des de 1818 i recopilades després de la seva mort en 1831).

### Rumohr i l'Escola berlinesa
Karl Friedrich von Rumohr (Italienische Forschungen, 1827-1831) va desenvolupar una historiografia de l'art basada en l'estudi crític de les fonts primàries investigades en arxiu, en recerca d'una major objectivitat.
La filosofia hegeliana va servir d'inspiració directa a l'obra de Karl Schnaase (1798 - 1875, Niederländische Briefe) que va establir els fonaments teòrics de la història de l'art com a disciplina autònoma. El seu Geschichte der bildenden Künste, un dels primers manuals d'aquesta disciplina, que cobreix des de l'Antiguitat fins al Renaixement, va facilitar el seu ensenyament a les universitats de llengua alemanya. Per la mateixa època es va publicar una obra similar de Franz Theodor Kugler (1808-1858).

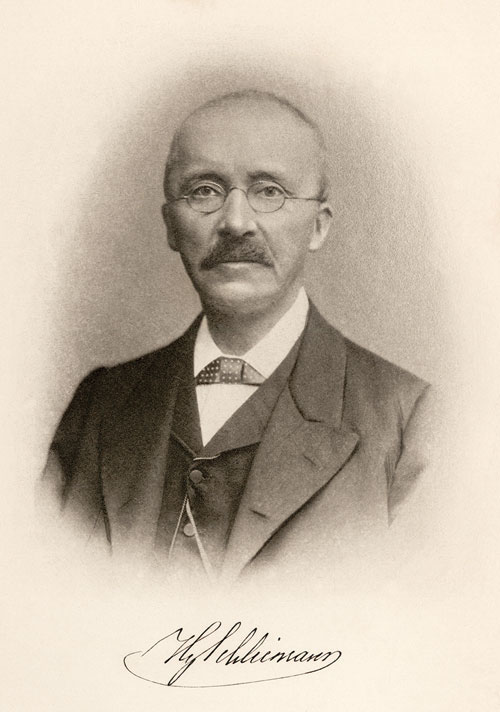
Schliemann, que va realitzar les excavacions de Troia i Micenes amb un polèmic criteri: l'acceptació de la validesa arqueològica del registrat literàriament en els mites grecs.

### Ruskin
El polígraf anglès John Ruskin (1819-1900, Modern Painters, by a Graduate of Oxford -1839-, Seven Lamps of Architecture -1849-) va tenir en l'estètica i la crítica d’art un dels seus camps fonamentals. Encara que la seva aproximació a l'art no era essencialment historiogràfica, sostenia la superioritat dels paisatgistes moderns sobre els vells mestres, mentre que en l'àmbit de l'arquitectura i de les arts decoratives, per contra, abominava de la industrialització i de la utilització dels nous materials (sobretot dels motius decoratius trets a motlle en ferro colat) que veia com una mentida davant l'honradesa tradicional dels sabers tradicionals artesans, mantenint postures que, d'una banda, el fan semblant a conservadors i reaccionaris i, d'altra, estaven en línia amb algunes de les crítiques socials dels socialistes utòpics, en concret precedint les propostes de William Morris i el moviment Arts and Crafts.

### Els arqueòlegs del segle XIX: l'època de l'imperialisme
Des de l'expedició napoleònica a Egipte (1798) es va produir un veritable saqueig de materials arqueològics de tot el Pròxim Orient i la mateixa Grècia, que es va canalitzar en la seva major part cap als museus de les capitals de les principals potències europees (Louvre, British Museum - marbres d'Elgin - i museus de Berlín - Altes Museum, Altar de Pèrgam -, Múnic - Glyptothek, Staatliche Antikensammlungen -, Viena o, més modestament, l'Arqueològic de Madrid).
La professionalització de la romàntica figura de l'arqueòleg (Champollion, Ippolito Rosellini, Heinrich Schliemann, Robert Koldewey, Augustus Pitt Rivers, Flinders Petrie; ja al segle XX Arthur Evans, Howard Carter o Mortimer Wheeler) comportar l'establiment progressiu d'uns procediments adequats d'excavació i tractament de la informació, el que va donar origen a una arqueologia sistemàtica, gelosa de la seva consideració com a ciència que pretén aplicar rigorosament un mètode científic; i que es va canalitzar institucionalment a través de la creació de societats arqueològiques (des de 1829 en què Friedrich Wilhelm Eduard Gerhard crea a Roma el  Instituto di corrispondenza Archeologica - Institut für archäologische Korrespondenz  -Institut de correspondència arqueològica).
Aquestes institucions, reproduïdes en l'àmbit nacional a cada país, van ser l'equivalent de les societats científiques aplicades a la demostració competitiva de la presència  nacional  en altres àmbits, com el geogràfic (de vegades van ser explícitament denominades societats colonials); totes elles emmarcades en la carrera pel repartiment colonial del món propi de l'imperialisme.

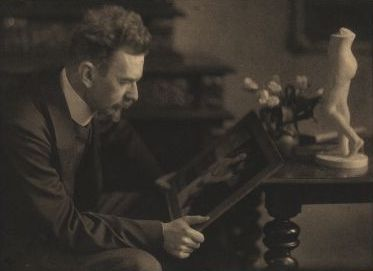
Fotografia de Wölfflin contemplant un quadre. Començaments de segle XX (el fotògraf, Rudolf Dührkoop, va morir l'any 1918).

### Wölfflin i l'anàlisi estilística
Heinrich Wölfflin (1864-1945), que havia estudiat amb Burckhardt a Basilea, és el pare de la moderna història de l'art. Va ensenyar a les universitats de Berlín, Basilea, Múnic, i Zúric. Molts dels seus estudiants van destacar per la seva projecció posterior, com Jakob Rosenberg i Frida Schottmuller. Va introduir una aproximació científica a la disciplina, centrant-la en tres conceptes. En primer lloc, intentava estudiar l'art usant la psicologia, particularment aplicant l'obra de Wilhelm Wundt. Argumentava, entre altres coses, que art i arquitectura són bons si s'assemblen al cos humà. Per exemple, les cases són adequades si les seves façanes semblen rostres. En segon lloc, va introduir la idea d'estudiar l'art amb mètode comparatiu. Comparant cada pintura amb les altres, era capaç de realitzar distincions d'estil. La seva obra Renaixement i Barroc desenvolupava aquesta idea, i va ser la primera a mostrar aquests períodes estilístics diferenciats un de l'altre. Al contrari que Giorgio Vasari, Wölfflin no estava interessat en les biografies dels artistes. De fet, proposava una "història de l'art sense noms". Finalment, va estudiar l'art basat en la idea de la nacionalitat, les escoles artístiques i els estils nacionals. Estava particularment interessat en dilucidar què hi havia inherentment italià o alemany a la cultura italiana o alemanya. Aquest interès es va articular de forma extensa en la seva monografia sobre l'artista alemany Albrecht Dürer. A Conceptes fonamentals de la història de l'art (1915) contraposa i defineix estètica clàssica i estètica barroca, a través d'una sèrie de parells de conceptes (lineal / pictòric, unitat / multiplicitat, etc.).

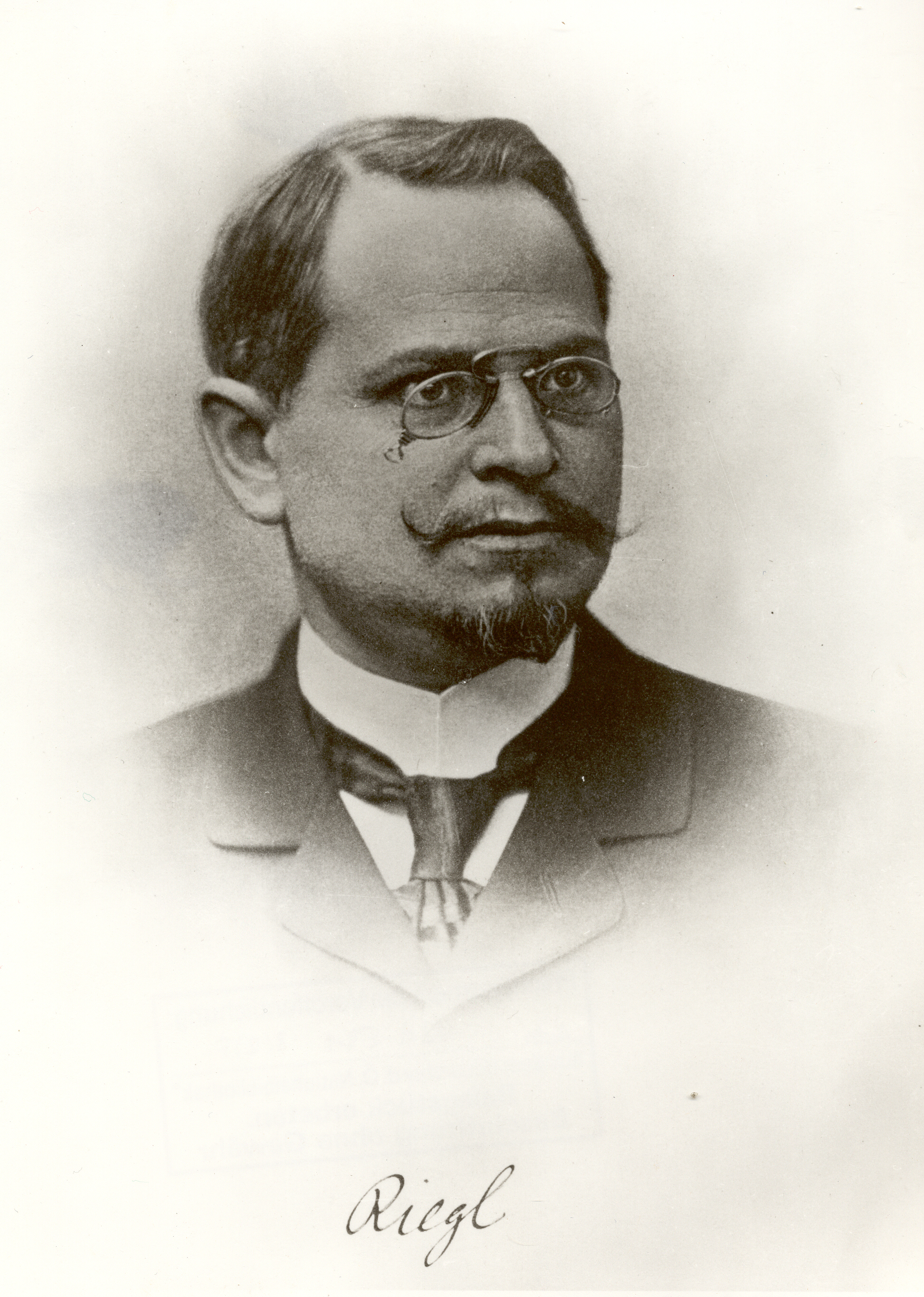
Fotografia de Riegl cap a 1890.

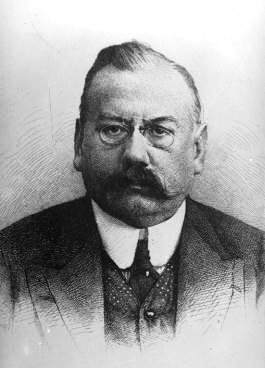
Gravat amb el retrat de Wickhoff.

### Thausing, Riegl, Wickhoff i l'Escola de Viena
Contemporàniament a la carrera de Wölfflin, es desenvolupava l'activitat d'una important escola de pensament sobre història de l'art a la Universitat de Viena, la Escola de Viena d'Història de l'Art, que convé no confondre amb altres agrupacions intel·lectuals d'altres àmbits que també reben el nom d'Escola de Viena -economia- o Cercle de Viena -filosofia de la ciència-. La primera generació d'aquesta Escola de Viena estava dominada per Alois Riegl (1858-1905) i Franz Wickhoff (1853-1909), tots dos deixebles de Moritz Thausing (1838 -1884), i es caracteritzava per la seva tendència a rescatar de l'oblit períodes menyspreats o oblidats de la història de l'art. Riegl i Wickhoff van escriure els dos extensament sobre l'art de l'Antiguitat tardana, que abans d'ells havia estat considerat com un període de decadència de l'ideal clàssic. Riegl també va contribuir a la revalorització deL Barroc, i introdueix el concepte de Kunstwollen (voluntat d'art), seminal en molts aspectes.

#### Segona Escola de Viena
La següent generació de professors vienesos va incloure Max Dvořák, Julius von Schlosser, Hans Tietze, Karl Maria Swoboda, i Josef Strzygowski (1862-1941). Bona part dels més importants historiadors de l'art del segle xx, incloent-hi Ernst Gombrich, eren estudiants a Viena en aquest període. L'expressió "Segona Escola de Viena" o "Nova Escola de Viena" sol utilitzar-se per referir-se a aquest grup de professors, a més de Hans Sedlmayr, Otto Pächt i Guido Kaschnitz von Weinberg. Aquests intel·lectuals van començar, cap als anys trenta de segle xx, a tornar sobre el treball de la primera generació, particularment a Riegl i el seu concepte de Kunstwollen, en un intent de desenvolupar-lo en una metodologia completa i comprensiva de la història de l'art. Particularment Sedlmayr rebutjava el minuciós estudi de la iconografia, el patrocini i altres aproximacions que es fundaven en el context històric, preferint en lloc d'això concentrar-se en les qualitats estètiques de les obres d'art. Com a resultat, la Segona Escola de Viena es va guanyar una reputació de sense restriccions i irresponsable formalisme, al que, per si calia, es va afegir l’obert racisme de Sedlmayr i la seva pertinença al partit nazi. Aquesta tendència no era compartida per tots els membres de l'escola: el propi Pächt era jueu, i es va veure obligat a deixar Viena en els anys trenta.

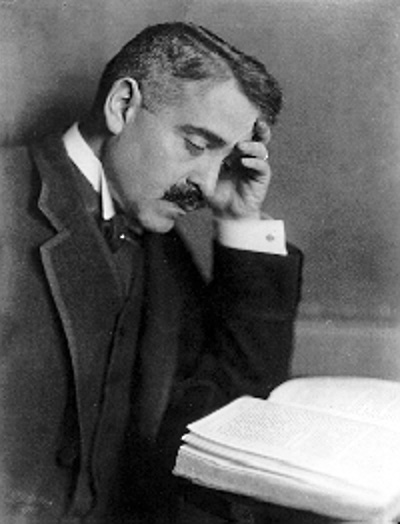
Aby Warburg c. 1900.

### Warburg, Panofsky i la iconologia
La comprensió actual del contingut simbòlic de l'art prové d'un grup d'intel·lectuals que es va formar a l'Hamburg dels anys 1920. Els més destacats entre ells eren Erwin Panofsky (Estudis d'iconologia, 1939), Aby Warburg i Fritz Saxl. Junts, i influenciats per altres intel·lectuals de l'època, com Ernst Cassirer, van desenvolupar la major part del vocabulari que continua usant-se pels historiadors de finals de segle XX i començaments del segle xxi. Iconografia (del grec eikon - icona, imatge- i graphien - grafia, escriptura, descripció-) es refereix a l'assumpte artístic derivat de fonts escrites, especialment bíbliques o mitològiques. "Iconologia" (amb el sufix logos -discurs, tractat, ciència-) és un terme més ampli que es refereix a tota mena de simbolisme, es derivi d'un text específic o no. Els historiadors de l'art no coincideixen en un ús precís de tots dos termes, i solen utilitzar-se indistintament. Segons Panofsky l'estudi concret de les obres d'art hauria de constar de tres successives anàlisis: primer una anàlisi preiconogràfica (on s'ubiqui en el període i l'estil, segons les seves formes, en termes descriptius), en segon lloc una  anàlisi iconogràfica (on s'analitzin els elements que acompanyen l'obra, els seus diferents atributs o característiques, identificant el tema en relació amb un text i els elements figuratius en relació amb la seva funció simbòlica), i finalment una anàlisi iconològica (on s'estudiï el seu significat conceptual o ideològic en el context cultural de la seva època).
Panofsky, en la seva obra més primerenca, també va desenvolupar les teories de Riegl, encara que amb el temps es va mostrar més preocupat per la iconografia, i en particular per la transmissió a l'edat mitjana i al Renaixement dels temes de l'Antiguitat clàssica. Referent a això, els seus interessos coincidien amb els de Warburg, fill d'una rica família que havia reunit una impressionant biblioteca a Hamburg i s'havia especialitzat en la continuïtat de la tradició clàssica en l'art i cultura posterior. Sota els auspicis de Saxl, aquesta biblioteca es va convertir en un institut d'investigació vinculat a la Universitat d'Hamburg, on Panofsky ensenyava.
Warburg va morir en 1929, i en els anys trenta Saxl i Panofsky, ambdós jueus, es van veure obligats a exiliar-se. Saxl es va establir a Londres, portant-se amb ell la biblioteca de Warburg i establint el Warburg Institute. Panofsky va fer el mateix a Princeton, al Institute for Advanced Study. Tant ells com la resta del gran nombre d'historiadors d'art alemanys que van arribar al món acadèmic anglosaxó per aquesta època, van aconseguir una extraordinària influència en aquest, establint la història de l'art com un legítim camp d'estudi. Concretament, la metodologia de Panofsky va determinar el curs de la història de l'art als Estats Units durant almenys una generació.

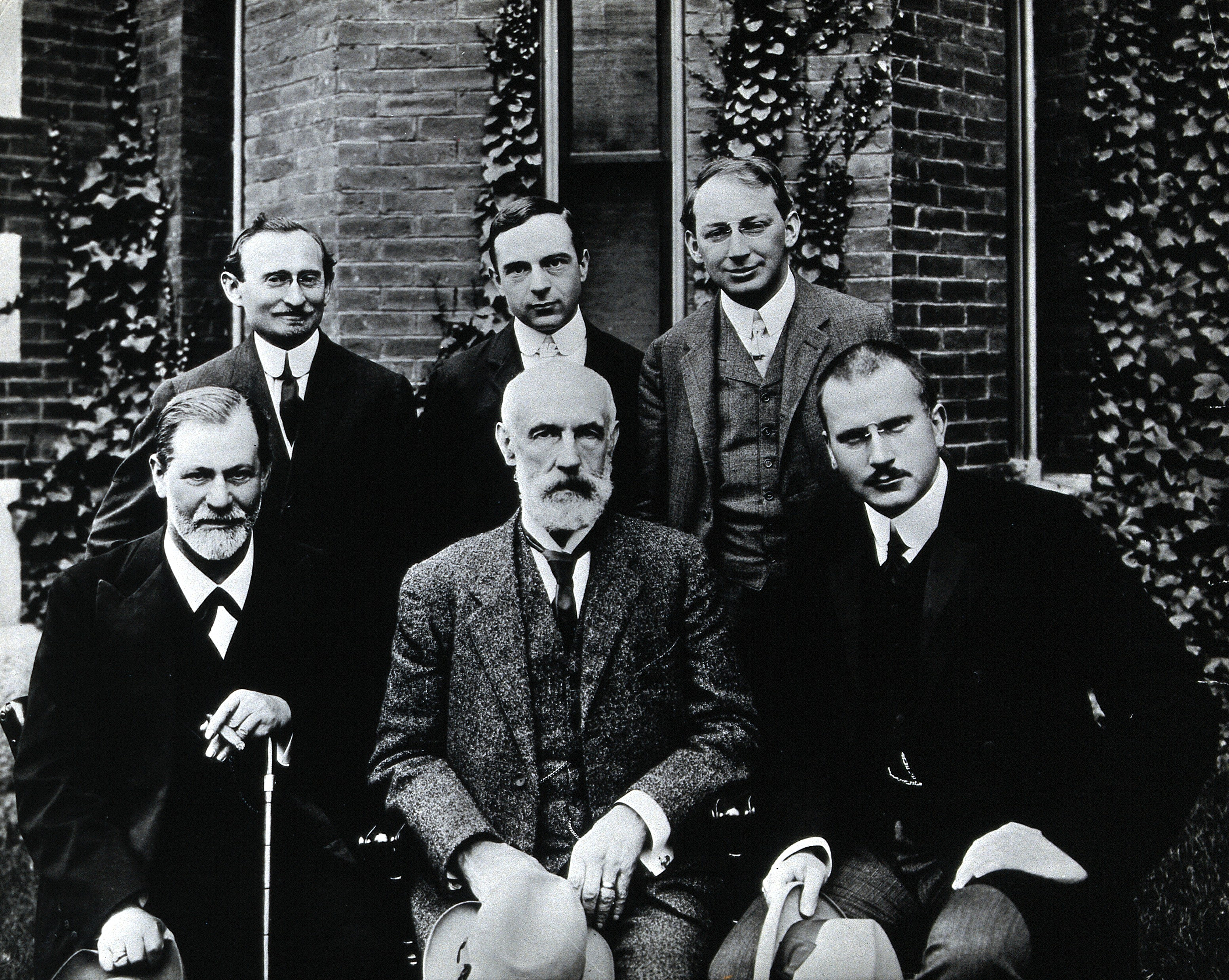
Foto de grup de 1909 davant de la Clark University. Fila del davant: Sigmund Freud, Granville Stanley Hall, Carl Jung; fila del darrere: Abraham A. Brill, Ernest Jones, Sándor Ferenczi.

### Freud i la psicoanàlisi
Heinrich Wölfflin no va ser l'únic intel·lectual que invocava les teories psicològiques en l'estudi de l'art. El mateix pare del psicoanàlisi, Sigmund Freud, havia escrit un llibre sobre Leonardo da Vinci, en el qual feia servir els quadres de Leonardo per a indagar la psique i l'orientació sexual de l'artista. Freud s'inferia de la seva anàlisi la probable homosexualitat de Leonardo da Vinci.
L'ús de material pòstum per efectuar la psicoanàlisi és un assumpte controvertit entre els historiadors de l'art, especialment atès que la moral sexual en temps de l'analitzador i de l'analitzat són diferents; encara que no per això deixa d'intentar-freqüentment. Un dels més coneguts autors d'aquesta tendència és Laurie Schnieder Adams, amb el seu manual Art Across Time, a més d'altres llibres, com Art and Psychoanalysis.

#### Jung i els arquetips
Carl Jung també va aplicar la teoria psicoanalítica a l'art. Era un psiquiatre suís, influent pensador, que va fundar la psicologia analítica. La seva aproximació a la psicologia se centrava en la psique a través de l'exploració dels mons de la son, de l'art, de la mitologia, la religió i la filosofia. La major part del seu treball es va dedicar a l'exploració de la filosofia oriental i occidental, l'alquímia, l'astrologia, així com la sociologia de la literatura i l'art. Les seves contribucions més notables inclouen els conceptes d'arquetip, inconscient col·lectiu i la teoria de la sincronicitat. Jung creia que la major part de les experiències percebudes com a coincidència no es devien a mer atzar, sinó que més aviat suggerien la manifestació de fets o circumstàncies paral·leles que reflectien la seva dinàmica determinant. Argumentava que un inconscient col·lectiu i una imatgeria arquetípica eren detectables en l'art. Les seves idees es van popularitzar sobretot a l'expressionisme abstracte americà dels anys quaranta i cinquanta de segle xx. La seva obra va inspirar el concepte surrealista d'extreure imatges dels somnis i l'inconscient.
Jung emfatitzava la importància de l'equilibri i l'harmonia. Tenia por que els humans moderns estiguessin confiant massa en la ciència i la lògica, quan podrien beneficiar d'integrar l'espiritualitat i l'apreciació de camp inconscient. La seva obra no només va impactar en el treball analític dels historiadors de l'art, sinó que es va convertir en part integral de la feina dels artistes. Jackson Pollock, per exemple, va crear una famosa sèrie de dibuixos per acompanyar les seves sessions de psicoanàlisi amb Joseph L. Henderson, psicoanalista junguià. Henderson posteriorment va publicar els dibuixos en una obra dedicada a les seves sessions amb Pollock, evidenciant la gran potencialitat del dibuix com a eina terapèutica.

#### Pollock i Lacan
L'empremta de la psicoanàlisi en la història de l'art ha estat profunda i s'estén més enllà de Freud i Jung. La destacada historiadora de l'art feminista Griselda Pollock, per exemple, deriva de la psicoanàlisi tant la seva lectura de l'art contemporani com la relectura de l'art modern. La seva aplicació de la psicoanàlisi feminista francès, en particular de l'obra de Julia Kristeva i Bracha L. Ettinger, així com l'aplicació per Rosalind Krauss de l'obra de Jacques Lacan i Jean-François Lyotard, o la relectura curativa de l'art de Catherine de Zegher han conformat una nova concepció de l'home i la dona en la història de l'art.

### Marx i la ideologia
A mitjan segle XX els historiadors de l'art es van implicar en una aproximació crítica a la història social. La seva meta era mostrar com l'art interactua amb les estructures de poder en la societat. Una de les metodologies que van emprar va ser el marxisme, en el seu aspecte de materialisme històric. La història de l'art marxista intentava mostrar com l'art es vincula a classes socials específiques, com les imatges contenen informació sobre el món de l'economia, i com poden utilitzar-se ideològica ment per fer semblar naturalel statu quo.

#### Greenberg
Un dels més destacats historiadors marxistes de l'art va ser Clement Greenberg (1909-1994), qui va popularitzar a finals dels anys 1930 el seu assaig "Avantguarda i Kitsch", en el qual proposa que l'avantguarda sorgeix com una defensa de l'estàndard estètic enfront del declinar del gust que es produeix amb la societat de consum de masses, i defineix kitsch com l'oposat a art. Greenberg, posteriorment, proposava que l'avantguarda i el modernisme eren mitjans de resistir l'anivellament de la cultura produïda per la propaganda capitalista. Greenberg es va apropiar de la paraula alemanya kitsch per descriure el consumisme, encara que les connotacions negatives del terme han canviat des de llavors, per passar a connotar una noció més afirmativa dels materials que la cultura capitalista reutilitza o recicla. En obres posteriors Greenberg va examinar les propietats formals de l'art modern.

#### Schapiro, Hauser i Clark
Meyer Schapiro (1904-1996) és un dels més influents historiadors marxistes de l'art de mitjan segle xx. Encara que va escriure sobre molts períodes i temes, és sobretot recordat pel seu comentari a l'escultura de l'edat mitjana final i el renaixement d'hora, en on veu evidències de l'aparició del capitalisme i el declivi del feudalisme (transició del feudalisme al capitalisme).
Arnold Hauser (1892-1978) va escriure el primer manual d'història marxista de l'art occidental: Història social de la literatura i l'art (The Social History of Art), en el que intenta mostrar com la consciència de classe es reflecteix en cada període artístic. La seva obra va suscitar una fort controvèrsia als anys 1950, sobretot a causa de les seves generalitzacions aplicades a eres senceres, una estratègia que els seus detractors denominen marxisme vulgar.
T. J. Clark (n. 1943), des d’una perspectiva marxista, proposa superar tals generalitzacions, proporcionant exemples amb històries marxistes de diversos artistes impressionistes i realistes, com Gustave Courbet o Édouard Manet. Les seves obres se centren estrictament en el clima polític i econòmic en què es crea l'art.

#### Antal
L'hongarès Friedrich Antal (1887-1954, La pintura florentina i el seu ambient social, 1948), va aplicar la metodologia d'Aby Warburg des d'un punt de vista marxista. Deixeble de Wölfflin i de Max Dvorak, va participar d'un grup intel·lectual (Sonntagskreis) que incloïa al filòsof Georg Lukács, el sociòleg Karl Mannheim i els historiadors de l'art Arnold Hauser i Johannes Wilde. Després de dirigir la socialització de les col·leccions artístiques a la revolució comunista hongaresa de 1919, va passar a Alemanya i després a Anglaterra, on va contactar amb Anthony Blunt.

#### Francastel i l'Escola dels Annales
Pierre Francastel (1900-1970) va desenvolupar una sociologia de l'art propera a la metodologia historiogràfica de la també francesa Escola dels Annales.

#### Argan i la «mort de l'art»

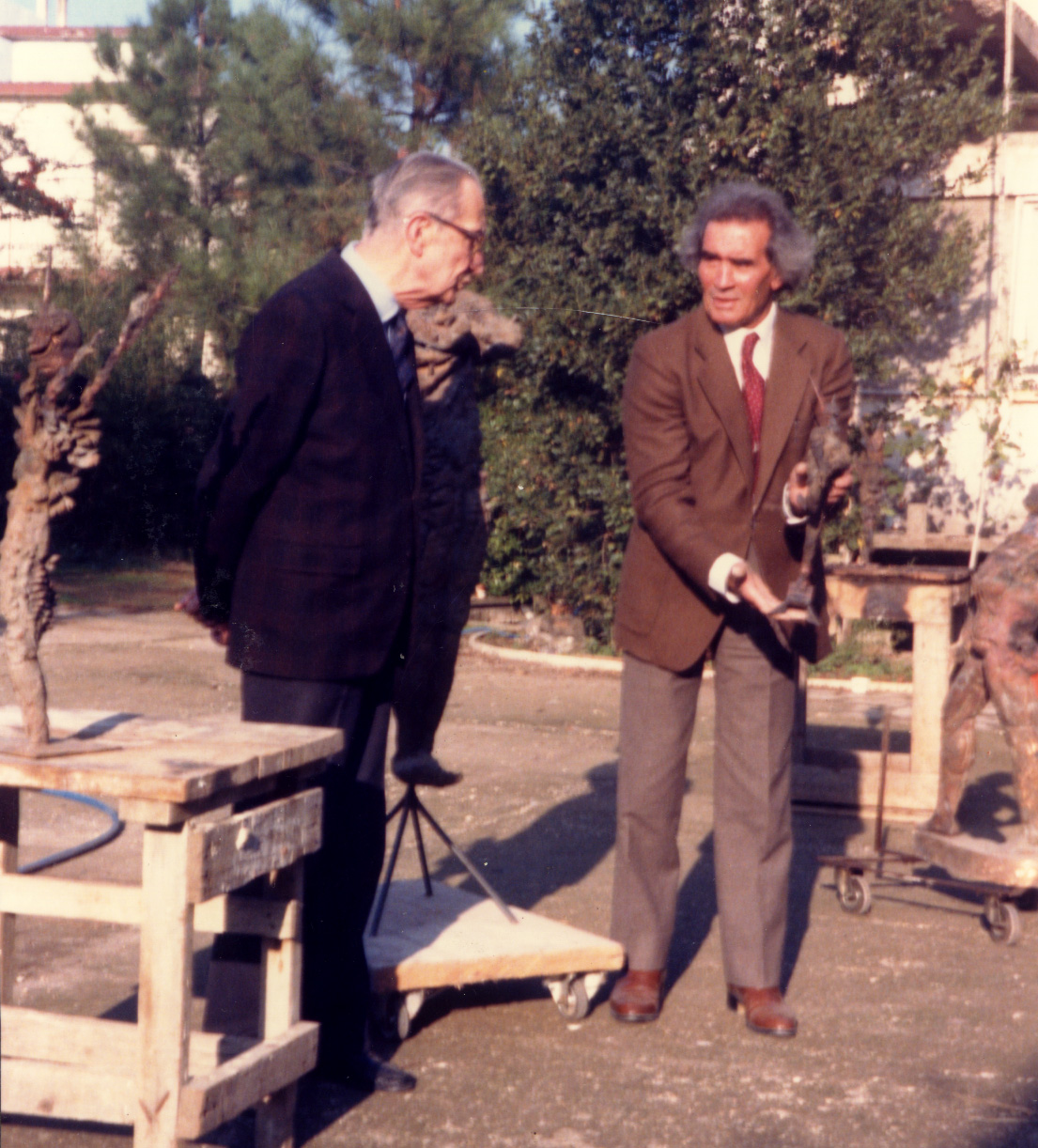
Argan observa l'obra de l'escultor Francesco Libonati.

El catedràtic italià Giulio Carlo Argan (1909-1992), que va iniciar la seva carrera professional sota el feixisme (estudis sobre Andrea Palladio, Sebastiano Serlio, arquitectura medieval i un manual d'història de l'art molt difós a l'ensenyament), després de la Segona Guerra Mundial es va convertir en la referència de l'esquerra italiana en qüestions estètiques, destacant per la seva defensa de l'art modern Henry Moore, 1948; Walter Gropius i la Bauhaus, 1951; la scultura di Picasso 1953; Pier Luigi Nervi, 1955) i la seva renovada consideració dels períodes anteriors sota una aplicació molt personal del mètode iconològic (Brunelleschi, 1955; Fra Angelico, 1955; Botticelli, 1957; Borromini, 1952; l'architettura Barocca in Itàlia, 1957; L'Europa delle capitali, 1964), incloent-hi la revaloració del neoclassicisme (Canova). Des d'una perspectiva marxista, considera l'art (de qualsevol època) com el desenvolupament de la matèria produït pel treball. En la fase post-històrica que s'obre després del desenvolupament i esgotament de la modernitat (més tard anomenada postmodernitat) entén la cultura actual com una «mort de l'art».
La tecnologia artesanal ha estat substituïda per la tecnologia industrial. Si prèviament l'art tenia una missió directiva proporcionant els seus models a la indústria; en l'actualitat és la indústria la que proporciona els models a l'art. Si l'art de l'època de l'artesanat i la societat teocràtica es fonamentava en la naturalesa (o la divinitat), l'art actual es refereix a la vida i a l'activitat social sense distinció entre subjecte i objecte. El destí ja no depèn de Déu sinó de la dinàmica productiva i social. La sortida o solució que proposa per a l'art en perill de mort és entendre-ho com alguna cosa no acabat, sinó com a projecte o model d'acció (praxi), exemplificat en l'urbanisme.

### Nochlin i el feminisme
L'assaig de Linda Nochlin (n. 1931) "Why have there been no great women artists?" (Per què no han existit grans artistes dones?) Va inaugurar amb un gran impacte la història feminista de l'art en els anys setanta de segle xx, i segueix sent un dels més llegits sobre artistes femenines. En ell, aplica un marc crític feminista per mostrar l'exclusió sistemàtica de la dona de l'educació artística. Griselda Pollock és una altra destacada historiadora feminista de l'art, l'ús de la teoria psicoanalítica s'ha descrit en la secció corresponent.

### Barthes i la semiòtica
Com oposada a la iconografia, que busca identificar el significat, la semiòtica es preocupa per la forma en què es crea el significat. Els significats connotats i denotats, en expressió de Roland Barthes (1915-1980) són primordials per a tal tipus d'examen. La interpretació de qualsevol obra d'art depèn de la identificació del significat denotatiu (denotació, el reconeixement d'un signe visual) i el significat connotatiu (connotació, les associacions culturals instantànies que vénen juntament amb el reconeixement). La principal preocupació de l'historiador de la semiòtica de l'art és trobar vies per navegar pel significat connotat i interpretar-lo.
La història semiòtica de l'art busca desvetllar el significat o significats codificats d'un objecte estètic per l'examen de la seva connexió a una consciència col·lectiva. Els historiadors de l'art no solen pertànyer a cap branca particular de la semiòtica, però solen construir una versió eclèctica de totes elles que s'incorporen al seu instrumental analític. Per exemple, Meyer Schapiro (ja tractat en la secció de marxisme) utilitza el significat diferencial de Ferdinand de Saussure en un esforç per 'llegir' els signes que existirien dins d'un sistema. Segons Schapiro, per entendre el significat de la frontalitat d'un context pictòric concret, ha de ser diferenciat de, o ser vist en relació amb, possibilitats alternatives, com un perfil, o una postura en tres quarts. Schapiro combinava aquest mètode amb el treball de Charles Sanders Peirce (1839-1914) el objecte, signe i interpretació proporciona una estructura per a la seva aproximació. Alex Potts demostra l'aplicació dels conceptes de Peirce a la representació visual mitjançant el seu examen en relació amb la Mona Lisa, veient aquest quadre com una mica més enllà de la seva materialitat per identificar-lo amb un signe. Llavors és reconegut com a referent a un objecte fora de si mateix, una dona (Mona Lisa). La imatge no sembla denotar un significat religiós i pot per tant assumir-se que és un retrat. Aquesta interpretació condueix a una cadena d'interpretacions possibles: qui era el model en relació amb Leonardo da Vinci? Quin significat tenia per a ell?, o potser era una icona que representava a totes les dones?. Aquesta cadena d'interpretació, o "semiosi il·limitada", no té fi; el treball de l'historiador de l'art és posar fronteres a les possibles interpretacions tant com revelar noves possibilitats.
La semiòtica opera sota la teoria que una imatge només pot ser entesa des de la perspectiva de l'observador. L'artista és suplantat per l'observador com a proveïdor de significat, fins i tot fins al punt que una interpretació segueix sent vàlida independentment del fet que fos inconcebible per al  creador de l'objecte artístic. Rosalind E. Krauss (n. 1941) va exposar aquest concepte en el seu assaig In the Name of Picasso (en nom de Picasso). Denunciava el monopoli del significat per part de l'artista, i insistia que el significat només pot produir-se després que l'obra s'hagi abstret del seu context social i històric. Només reconeixent això pot obrir-se el significat a altres possibilitats interpretatives, com les del feminisme o de la psicoanàlisi.

## Organització professional
Les dates indiquen l'any de començament d'edició de les revistes, algunes ja desaparegudes  
Als Estats Units, l'organització més important de la història de l'art és la College Art Association. Organitza una conferència anual i publica l' Art Bulletin i l' Art Journal. Organitzacions similars existeixen en altres parts de món, així com especialitzades (d'arquitectura, del Renaixement ...). Al Regne Unit, l'Association of Art Historians és la principal organització, i publica una revista titulada  Art History. Altres revistes de l'àmbit anglosaxó són el Burlington Magazine (1904), el Journal of the Warburg and Courtalaud Institute (iconologia, 1937), Architectural Review (1926) Apollo (revista de col·leccionisme i antiguitats, 1928); el Bulletin of the Art Institute of Chicago, Art in America (1913), Journal of the Society of Architectural Historians (Illinois, 1942) i Journal of Aesthetics and Art Criticism (Cleveland, 1948).
Les principals revistes d'altres països europeus són: a Itàlia Paragone Art (1950, Roberto Longhi), Critica d'arte (orientació pur-visibilista, 1950, L. Venturi i M. Salmi), Storia dell'arte (Giulio Carlo Argan); i les arquitectòniques Psicon (iconològica, M. Fagiolo i E. Battisti) Controspazio (P. Portoghesi) i restringides a l'arquitectura contemporània Casabella i Domus (revista d'orientació semiològica, 1928). A França Gazette des Beaux Arts (1859) i Revue de l'art (1968). Als països germanòfons, la clàssica prussiana Jahrbuch der Preussischen Kunstsamlungen (1880-1943) i la seva homòloga vienesa Jarbuch der Kunsthistorische Sammuungen des AH Kaiserhauses (1883), així com les més recents Mitteilungen des Kunshistorisches Institutes in Florenz (especialitzada en art italià, 1957) i Bibliographie zur Symbolik Ikonographie und Mytologie (1968). També són destacables l'holandesa Oud Holland (1884) i la belga  Bulletins de l'Institut Royal du Patrimoine artistique(1958).

## Estudis d'història de l'art en la França contemporània

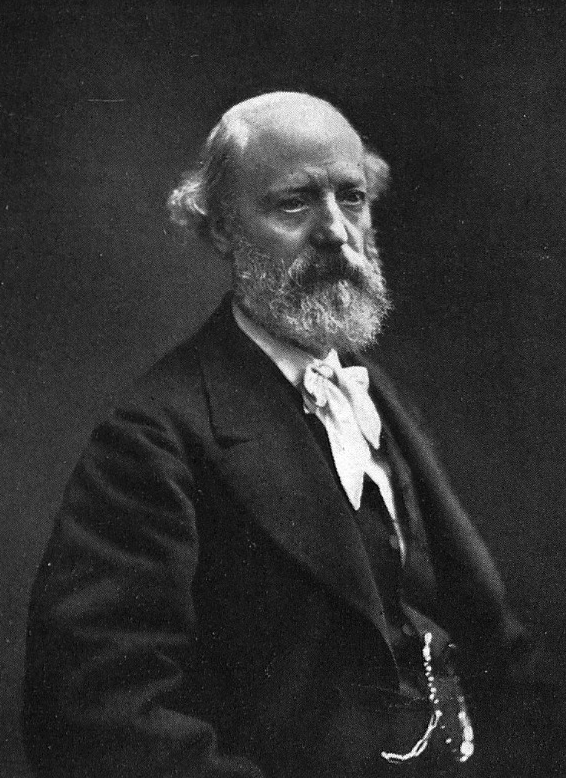
Viollet-le-Duc.

Els estudis sistemàtics d'història de l'art s'inicien en la França del segle xix amb Antoine Chrysostome Quatremère de Quincy (Dictionnaire historique d'architecture, 1832) i el mateix arquitecte historicista Eugène Viollet-le-Duc (Diccionnaire d'architecture, 1868, els criteris sobre la reconstrucció neogòtica de monuments medievals eren més aviat els d'una recreació que els d'una restauració respectuosa, pròpia de la sensibilitat conservacionista posterior); a més de, en altres àmbits, Jules Quicherat (1814-1882), Marcel Reymond, Seroux d'Agincourt, Jules Labarte, Jules Renouvier i Louis Dimier (compromès activament en política amb els monàrquics d'extrema dreta - Action Française -). Des d'una perspectiva actual, se sol acusar la historiografia francesa de segle xix d' etnitizació i construcció de mites racials. Hippolyte Taine, influït per Auguste Comte, va ser el primer catedràtic d'història de l'art a la École des Beaux-Arts de París.
La crítica d'art, que s'havia iniciat en el XVIII amb l'enciclopedista Denis Diderot, va tenir la seva màxima expressió en el segle xix amb Charles Baudelaire, que va començar amb la crítica als salons de 1845-1858, i va publicar com a obres extenses Curiosités exthétiques i L'art romantique.
En les seves seccions corresponents s'ha tractat de grans autors del segle xx, com Pierre Francastel i Roland Barthes.

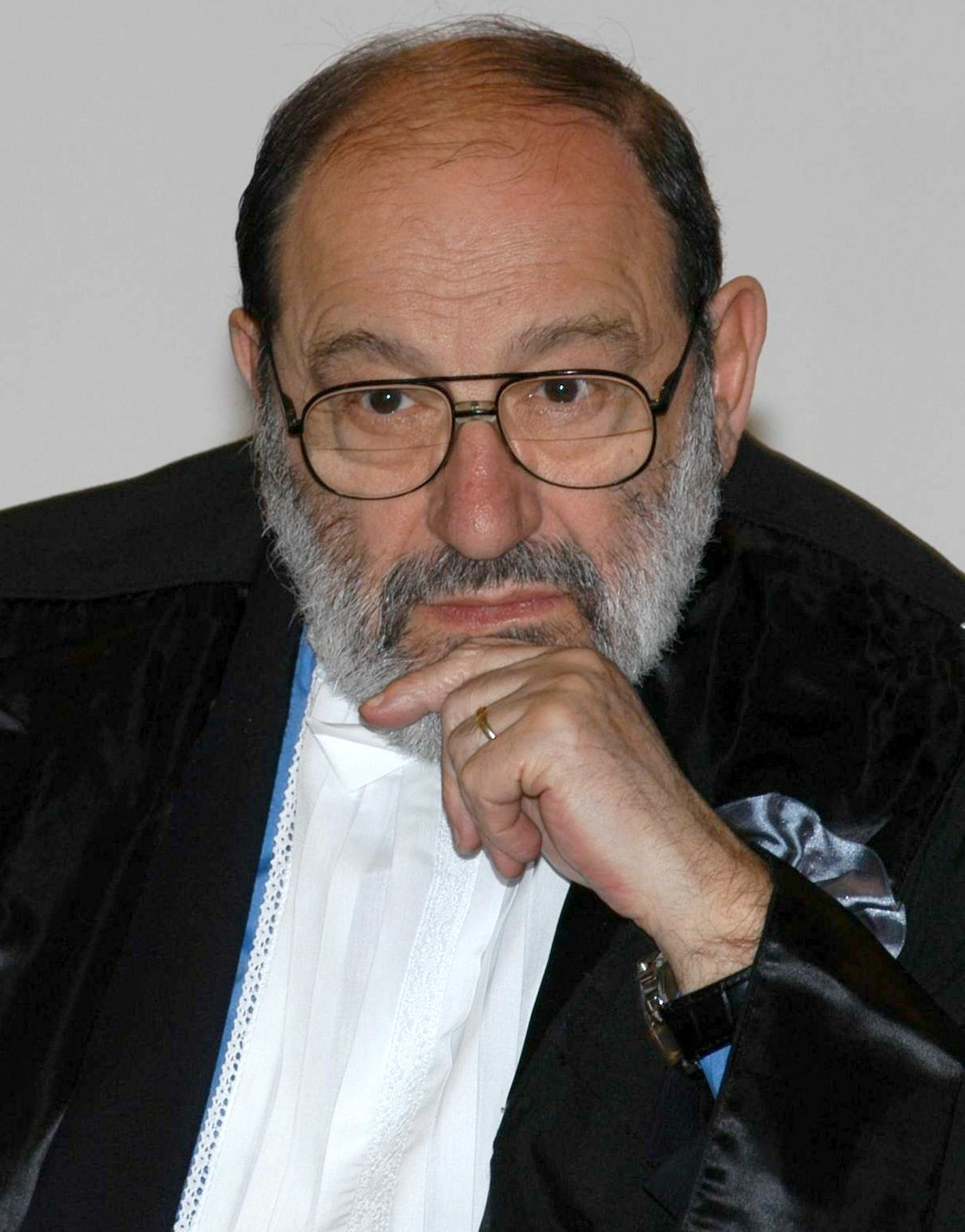
Umberto Eco.

## Estudis d'història de l'art a la Itàlia contemporània
Adolfo Venturi inicia l'ensenyament universitari de la història de l'art medieval i modern a Roma el 1896. Entre els seus deixebles van estar Pietro Toesca, el seu fill Lionello Venturi (un dels privats de la seva càtedra per oposar-se al feixisme, i que va continuar la seva carrera a França i els Estats Units), Roberto Longhi, Anna Maria Brizio, Edoardo Arslan, Geza d'Francovich o Guglielmo Aurini.
En la seva secció s'ha tractat de Giulio Carlo Argan, que va ser deixeble de Lionelo Venturi, com la major part dels historiadors de l'art de la seva generació: Cesare Brandi, Valentino Martinelli, Maurizio Calvesi, Nello Ponent, Enrico Crispolti, Eugenio Battisti, Luigi Grassi, etc.
L'arquitecte Leonardo Benevolo (n. 1923) ha publicat alguns dels més divulgats tractats d'història de l'arquitectura.
L'aportació a l'estètica i la història de l'art del semiòleg Umberto Eco ha estat molt important (Obra oberta, L'estructura absent, Signe, Història de la bellesa, Història de la lletjor); així com altres desenvolupaments del que s'ha anomenat teoria del signe (Gillo Dorfles,  L'esdevenir de les arts  -1959-, Símbol, comunicació i consum-1962-; Corrado Maltese,Semiologia del llenguatge objectual; Renato de Fusco,Segni, storia progetto dell'Architettura-1973 -).

## Estudis d’història de l'art a Espanya

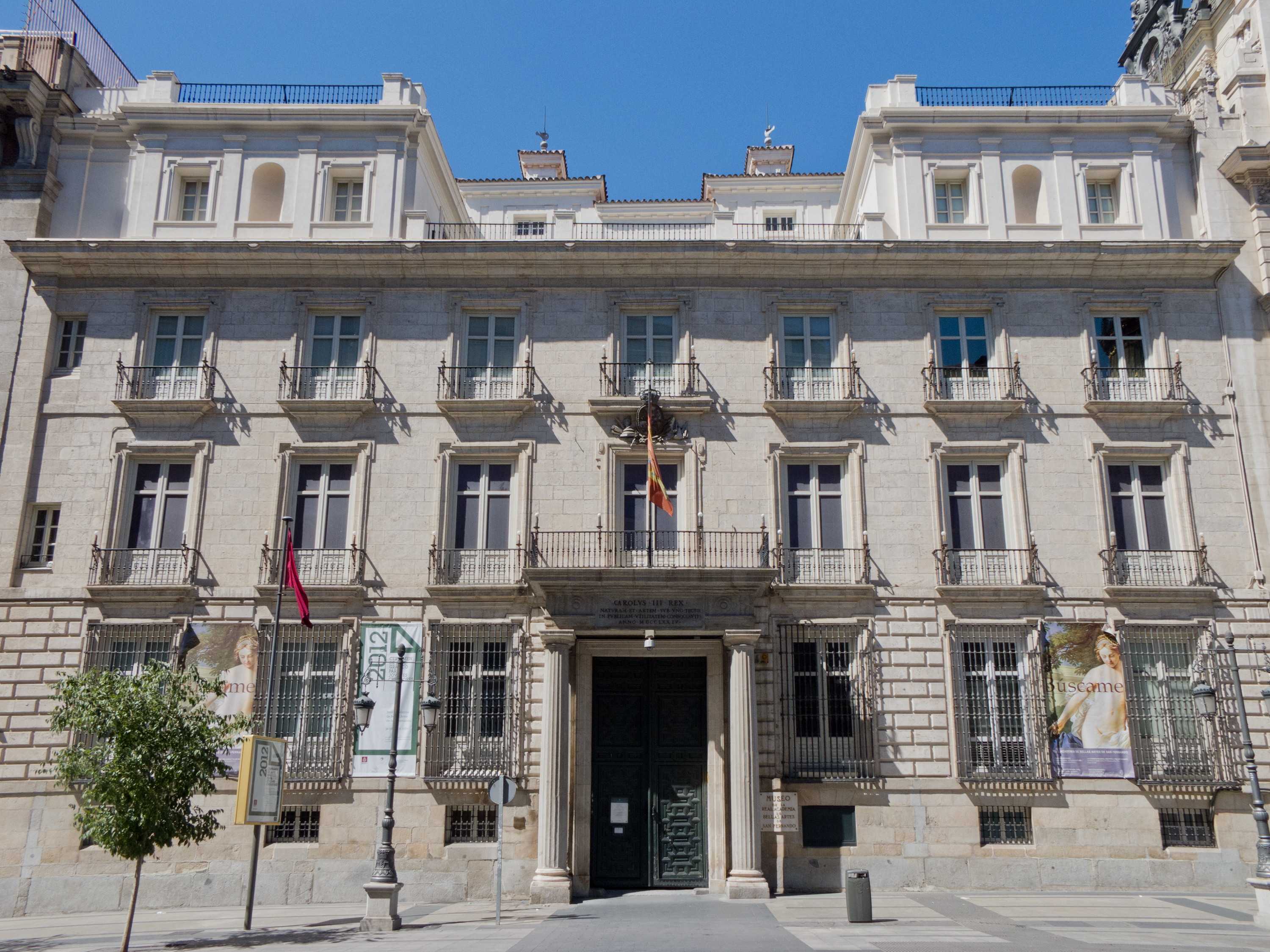
Reial Acadèmia de Belles Arts de San Fernando, a Madrid.

En el món acadèmic espanyol, a més dels estudis teòrics lligats als ensenyaments artístics (d'estructura gremial des de l'edat mitjana i acadèmica des del segle xviii - Reial Acadèmia de Belles Arts de San Fernando -), els estudis d'història de l'art s'han solgut establir en les facultats de Filosofia i Lletres o en les d'història o història i Geografia, com departament universitari, primerament com a especialitat i en els últims anys cada vegada més generalitzadament com llicenciatura universitària diferenciada.
L'índex DIU (Difusió i Qualitat Editorial de les Revistes Espanyoles d'Humanitats i Ciències Socials i Jurídiques) cataloga 25 registres com Història de l'Art i Belles Arts. General. Dialnet cataloga 245 revistes en la seva secció  Art  (algunes ja desaparegudes).

### Entre les revistes dedicades a la Història de l'Art poden destacar
- Goya (revista) (1954)
- Revista de Ideas Estéticas (1943)
- Traza y Baza (iconologia, 1972)
- Archivo Español de Arte (1925)
- Butlletí del Seminario de Estudios de Arte y Arqueología (Universitat de Valladolid, 1932)
- Cuadernos de Arte de la Universitat de Granada (1936)
- Revista del Museo del Prado (1979)
- Bellas Artes (revista) (1969)
- Cuadernos de la Alhambra (1965)
- Liño. Revista anual de Historia del Arte (Universitat d'Oviedo, 1989)
- Revista de Archivos, Bibliotecas y Museos (1871)
- Reales Sitios (revista) (de Patrimoni Nacional, 1969)
- Academia (revista) (1881)

### Revistes especialitzades en arquitectura
- Arquitectura (revista)
- Arquitectura Bis
- Nueva Forma

### Revistes especialitzades en arts plàstiques
- Batik (revista)
- Guadalimar (revista)
- Arte-guía
- Climal
- Crítica de Arte (revista); i un llarg etcètera.[53]

Durant un breu període previ a la guerra civil (1932-1936) Eduardo Westerdahl va aconseguir establir a Tenerife una revista de prestigi internacional (Gaceta de Arte) connectada amb l'avantguarda artística i cultural (Exposició surrealista de Tenerife de 1935).
Eminents historiadors de l'art a Espanya han estat, entre d'altres, els tractadistes renaixentistes i barrocs Diego de Sagredo (Las Medidas del Romano, 1526, diàleg sobre els ordres clàssics que adverteix dels perills de barrejar romà amb modern), Cristóbal de Villalón (Ingeniosa comparación entro lo antiguo y lo presente, 1539), Felipe de Guevara (Comentarios de la pintura, escrit cap a 1560 i inèdit fins a 1788), Pablo de Céspedes (Poema de la Pintura i Discurso de la comparación de la antigua y moderna pintura y escultura, 1604), José de Sigüenza (Història de la fundación del monasterio de El Escorial , 1605), Vicente Carducho (Diálogos de la Pintura, 1633, la primera història de l'art que recull a pintors barrocs espanyols), Francisco Pacheco (Arte de la Pintura, su antigüedad y grandezas, 1649), Jusepe Martínez (Discursos practicables del nobilísimo arte de la pintura, inèdits fins al segle xx, que recull la primera historiografia de la pintura aragonesa), Antonio Palomino (El Vasari espanyol, autor de Museo Pictórico y Escala Óptica i El Parnaso español pintoresco laureado, 1 715, amb gran repercussió a Europa).

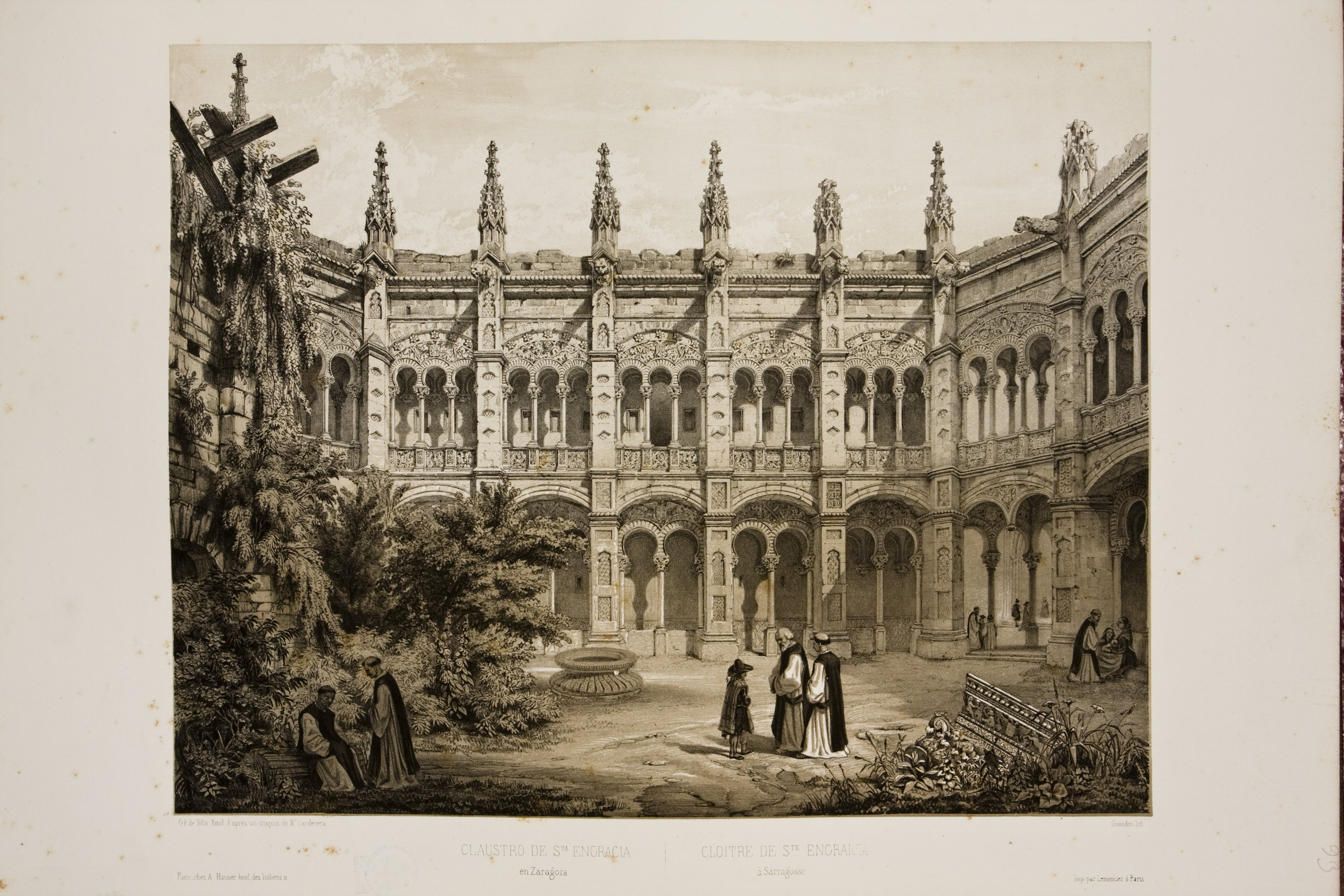
Claustre major del monestir de Santa Engràcia (Saragossa), de la Espanya artística i monumental de Jenaro Pérez Villaamil. Litografiat a París per Alfred Guesdon, 1842.

El neoclassicisme va suposar la fixació del gust academicista, expressat en la molt influent obra d'Antonio Ponz (Viage d'Espanya, 1772), que va tenir continuació en la d'Isidoro Bosarte (Viaje artístico a varios pueblos de España, con el juicio de las obras de las Tres Nobles Artes que en ellos existen, 1804) i Juan Agustín Ceán Bermúdez ('Diccionario de los profesores de las bellas artes en España -1800-, Sumario de las antigüedades romanas que hay en España, en especial las referentes a las Bellas Artes -1832-), que va ser completat pel que fa a arquitectura per Eugenio Llaguno i Amirola (Noticias de los Arquitectos y Arquitectura en España, 1829), i cronològicament per les  Adiciones  del Comte de la Viñaza (que reivindicava artistes medievals ignorats pel neoclassicisme de Ceán), ja a finals de segle XIX. Prèviament, la historiografia romàntica s'havia centrat en una important activitat hemerogràfica, que va començar amb el pintor Federico de Madrazo, director artístic d' El Artista, la part literària dirigia Eugenio d'Ochoa; efímera revista (1835-1836) la trajectòria va ser continuada al llarg de segle xix per altres (Semanario Pintoresco Español, El Museo Universal, La Ilustración Española y Americana, El Arte en España i la Revista de Bellas Artes), que van complir la funció de donar espai a articles historiogràfics de diversos autors i suport visual: les reproduccions d'obres d'art, que a vegades eren publicades separadament com sèries (Iconografia española de Valentín Carderera, 1855 i 1864, i España artística y monumental de Jenaro Pérez Villaamil amb textos de Patricio del Escosura).
En el primer terç de segle xx, els historiadors espanyols de l'art es corresponen generacionalment amb les inquietuds de les anomenades generació del 98, generació de 1914 i generació de 1927: Manuel Bartolomé Cossío (un dels krausista que van iniciar la renovació pedagògica de l'Institució Lliure d'Ensenyament, que va publicar un estudi fonamental sobre  el Greco , 1908), Elías Tormo (el primer catedràtic d'història de l'art, des de 1911), Josep Pijoan i Soteres (Summa Artis, 1927), Joaquim Folch i Torres, Manuel Gómez-Moreno, Francesc Xavier Sánchez Cantón, el Marquès de Lozoya, Enrique Lafuente Ferrari, Diego Angulo Íñiguez etc. Amb posterioritat a la Guerra Civil Espanyola (1939) es va desenvolupar l'activitat de noves generacions d'historiadors de l'art: Fernando Chueca Goitia, Juan Antonio Gaya Nuño, Federico Sopeña, José Manuel Pita Andrade, Alfons I. Pérez Sánchez, Valeriano Bozal, Fernando Marías Franco, Isidro Bango Torviso, Fernando Checa Cremades, etc.
Particularment, el camp de l'arqueologia ha suscitat l'interès d'un bon nombre de destacats arqueòlegs des del segle xvi, amb les indagacions d'Ambrosio de Morales en Complutum - Alcalá d'Henares (1568) i Las Antiguedades de las ciudades de España (1575), però que es van fer sistemàtiques des del segle xviii: Roque Joaquín de Alcubierre (a Pompeia), Antonio Tavira Almazán (a Segóbriga), Enrique Flórez, Tomás Andreu de Gusseme, José Luis González de Velasco, José Ortiz i Sanz, etc .; i sobretot en els segles XIX: Rogelio Inchaurrandieta y Páez, Gabriel Llabrés, Juan de Díos de la Rada, Joan Ramis, Rafael Mitjana, Basilio Sebastián Castellanos de Losada, Josep Pla, Eduardo Saavedra, Buenaventura Hernández-Sanahuja, José Amador de los Rios, Joan Vilanova, els germans Siret - Luis Siret i Enrique Siret -, etc.; i XX: Martín Almagro Basch, Antonio García y Bellido, Antonio Blanco Freijeiro, etc. La polèmica consideració de l'art paleolític va ser un assumpte primordial per a la Història de l'Art i que es va suscitar des d'Espanya, amb la divulgació dels treballs de Marcelino Sanz de Sautuola sobre les coves d'Altamira.
De la mateixa manera que la tasca dels historiadors espanyols no s'ha limitat a l'estudi de l'art espanyol, ha estat molt habitual que hispanistes estrangers s'hagin interessat per l'extraordinària riquesa d'aquest, igual que a altres disciplines historiogràfiques (Emil Hübner -inscripcions romanes-, George Edward Bonsor Saint Martin -Carmona, Els Alcores, Baelo Claudia-, Hugo Obermaier -pintures rupestres- Adolf Schulten -Tartessos-). Entre els actuals, pot citar-se a Jonathan Brown, que ha protagonitzat una recent polèmica amb Manuela Mena sobre l'autoria de El Colós, mostra de la vitalitat i permanent qüestionament de la historiografia de l'art a Espanya. Una presència fonamental ha estat la de la Hispanic Society (que també edita la seva pròpia revista:  Notes of the Hispanic Society , des de 1941).
La vida artística espanyola, no només en la seva dimensió creativa, sinó en la de reflexió i estudi amb perspectiva històrica, és molt activa i descentralitzada geogràficament en tots els plans: el museístic, fonamental per a la conservació i estudi de tots els períodes i gèneres de l'art; i el de l'art contemporani, amb una gran vitalitat per a la seva promoció, crítica i estudi, a través de fires comercials (ARCO) i tota mena de programes, ja siguin públics (com l'històric que permet la continuïtat de la presència de pintors becats a l'Acadèmia Espanyola de Roma des de 1873), i els actuals centres d'art - Reina Sofia, IVAM, etc...-) o bé siguin privats, i amb presència entre aquests tant de galeries comercials fruit de la iniciativa particular, com de fundacions culturals iniciativa de grans grups empresarials (Fundació MAPFRE, Caixaforum, Fundació BBVA), entre les quals destaca pel perllongat de la seva trajectòria la Fundació Joan March (1955). Les fundacions no es limiten a l'art modern, com la històrica Fundació Carlos de Amberes (1594, renovada el 1992), la del Museu Thyssen-Bornemisza (d'amplis criteris col·leccionistes i d'exhibició), la Fundació Santa Maria la Real (centrada en el romànic palentí i liderada per l'arquitecte i dibuixant Peridis) o la  Fundació "Les Edats de l'Home" (de les diòcesis de Castella i Lleó, que realitza exposicions temporals en edificis emblemàtics amb criteris temàtics religiosos i artístics).
| Espanya, subjecte i objecte de l'estudi de la història de l'art. Coneixement, apropiació i espoli. |
| El temple de Debod (a l'esquerra) es va traslladar a Madrid com a resultat de la col·laboració espanyola (Comitè espanyol dirigit per Martín Almagro) en el rescat arqueològic simultani a la construcció de la Presa d'Asuan (1960-1970), que va iniciar la moderna egiptologia espanyola, de gran projecció fins a l'actualitat. Mentre que per la poderosa Monarquia Hispànica de l'Antic Règim l'habitual havia estat l'adquisició d'art forà (sobretot a Flandes i Itàlia); des de la Guerra d'Independència (1808-14) i coincidint amb la posada de moda d'Espanya (exotisme romàntic i hispanisme), comença una perllongada època d'espoli d'obres d'art espanyoles en benefici de col·leccions i museus francesos, anglesos i nord-americans, quedant desubicades del seu context original i repartides pel món. Almenys, es van salvar de la deterioració o fins i tot la destrucció a què probablement estaven condemnades a la convulsa Espanya del s. XIX (notablement pel procés de Desamortització). Els casos més espectaculars van ser els de Immaculada de Soult de Murillo i la Dama d'Elx (la primera requisada per l'exèrcit napoleònic i la segona venuda legalment a França, ambdues recuperades pel govern de Franco davant el govern filoalemà de Petain en 1941), les Pintures negres de Goya (arrencades de les parets de la Quinta del Sordo, com la Romería de Sant Isidro -imatge de la dreta-) i nombrosíssims frescos romànics, com els de Sant Baudelio de Berlanga, venuts legalment; en altres casos, els protagonistes de l'extracció van ser els mateixos museus espanyols, destacadament la col·lecció d'art romànic del Museu Nacional d'Art de Catalunya, formada a partir de les campanyes de 1919 a 1932, de Joaquim Folch i Torres, com reacció a les vendes a estrangers. la Guerra Civil Espanyola (1936-1939) havia suposat una destrucció a gran escala del patrimoni històric artístic, sobretot a la rereguarda republicana, que en algun cas es va pretendre protegir amb mesures dràstiques (trasllat dels fons més importants del Museu del Prado a Ginebra, on es va exhibir en el que pot considerar-se una de les primeres exposicions temporals). Les modificacions de la legislació per a restringir la sortida legal d'art d'Espanya, no acompanyada d'una eficaç protecció física del patrimoni artístic, dispers i a vegades en molt precàries condicions de vigilància i conservació (esglésies de pobles buidats per l'emigració, innombrables jaciments arqueològics, arxius i biblioteques de difícil control), van convertir la segona meitat de segle XX en una època d'intensos robatoris d'art, que s'han procurat pal·liar amb la concentració de les obres en museus provincials i diocesans; el que no ha estat suficient per evitar alguns casos: cada any es produeixen entre 200 i 250 robatoris d'objectes del Patrimoni Artístic Nacional (un dels més greus entre els més recents, el del Còdex Calixtí, juliol de 2011). |

### Bibliogràfiques
Enumerades per data (ordre descendent)
- Pijoán Soteras, José. Summa Artis. Historia general del Arte (en castellà). 54 volúmenes, 55 autores.  Madrid: Espasa Calpe, 1927-2006. ISBN 9788423952007.
- Pollock, Griselda (ed.) (2006). Psychoanalysis and the Image. Oxford: Blackwell. ISBN 1-4051-3461-5
- Mansfield, Elizabeth (2002). Art History and Its Institutions: Foundations of a Discipline. Routledge. ISBN 0-415-22868-9
- Harrison, Charles, and Paul Wood. (2003). Art in Theory, 1900-2000: An Anthology of Changing Ideas. 2nd ed. Malden, MA: Blackwell.
- Murray, Chris. (2003). Key Writers on Art. 2 vols, Routledge Key Guides. Londres: Routledge.
- Harrison, Charles, Paul Wood, and Jason Gaiger. (2000). Art in Theory 1648-1815: An Anthology of Changing Ideas. Malden, MA: Blackwell.
- Harrison, Charles, Paul Wood, and Jason Gaiger. (2001). Art in theory, 1815-1900: an anthology of changing ideas. Malden, MA: Blackwell.
- Robinson, Hilary. (2001). Feminism-Art-Theory: An Anthology, 1968-2000. Malden, MA: Blackwell.
- Minor, Vernon Hyde. (2001). Art history's history. 2nd ed. Upper Saddle River, NJ: Prentice Hall.
- Pollock, G., (1999). Differencing the Canon. Routledge. ISBN 0-415-06700-6
- Frazier, N. (1999). The Penguin concise dictionary of art history. Nova York: Penguin Reference.
- Adams, L. (1996). The methodologies of art: an introduction. New York, NY: IconEditions.
- Nelson, R. S., & Shiff, R. (1996). Critical terms for art history. Chicago: University of Chicago Press.
- Minor, Vernon Hyde. (1994). Critical Theory of Art History. Englewood Cliffs, NJ: Prentice Hall.
- Fitzpatrick, V. L. N. V. D. (1992). Art history: a contextual inquiry course. Point of view series. Reston, VA: National Art Education Association.
- Kemal, Salim, and Ivan Gaskell (1991). The Language of Art History. Cambridge University Press. ISBN 052135384X
- Carrier, D. (1991). Principles of art history writing. University Park, Pa: Pennsylvania State University Press.
- Johnson, W. M. (1988). Art history: its use and abuse. Toronto: University of Toronto Press.
- Holly, M. A. (1984). Panofsky and the foundations of art history. Ithaca, N.Y.: Cornell University Press.
- Arntzen, E., & Rainwater, R. (1980). Guide to the literature of art history. Chicago: American Library Association.
- Hauser, A. (1959). The philosophy of art history. New York: Knopf.
- Gombrich, Ernst Hans Josef. The Story of Art (en anglès). Con 16 ediciones y traducido a más de 30 idiomas, es un 'referente' en el estudio de la historia del arte.  Londres: Phaidon Press, 1950.
  -  Historia del arte (en castellà). Traducció: Rafael Santos Torroella.  Barcelonal: Editorial Argos, 1951.
- Wölfflin, Heinrich. Hugo Bruckmann. Kunstgeschichtliche Grundbegriffe. Das Problem der Stilentwicklung in der neueren Kunst (en alemany). https://archive.org/download/kunstgeschichtli00wluoft/kunstgeschichtli00wluoft.pdf,+1915.
  -  Principles of art history; the problem of the development of style in later art (en anglès). Traducció: M.D. Hottinger. https://archive.org/download/princarth00wlff/princarth00wlff.pdf.+ Nueva York: Dover Publications, 1950.
  -  Conceptos fundamentales de la historia del arte (en castellà). Traducció: José Moreno Villa.  Barcelona: Espasa, 2011. ISBN 9788467042092.